# ترکیب تیم‌های جام جهانی فوتبال ۱۹۹۸
این مقاله فهرستی از ترکیب‌های تیم‌های حاضر در تورنمنت جام جهانی فوتبال ۱۹۹۸ است که از ۱۰ ژوئن تا ۱۲ ژوئیهٔ سال ۱۹۹۸ در فرانسه برگزار شد.ایران در گروه fرقابت ها با آلمان،یوگوسلاوی و آمریکا هم گروه شد

## گروه A

### برزیل
سرمربی: ماریو زاگالو
| شماره | جایگاه    | بازیکن                     | تاریخ تولد/سن            | بازی‌های ملی | باشگاه                         |
| ----- | --------- | -------------------------- | ------------------------ | ----------- | ------------------------------ |
| ۱     | دروازه‌بان | کلودیو تافارل              | ۸ مه ۱۹۶۶ (۳۲ سال)       | NA          | باشگاه فوتبال اتلتیکو مینیرو   |
| ۲     | مدافع     | کافو                       | ۷ ژوئن ۱۹۷۰ (۲۸ سال)     | NA          | باشگاه فوتبال آ.اس. رم         |
| ۳     | مدافع     | آلدایر                     | ۳۰ نوامبر ۱۹۶۵ (۳۲ سال)  | NA          | باشگاه فوتبال آ.اس. رم         |
| ۴     | مدافع     | جونیور بایانو              | ۱۴ مارس ۱۹۷۰ (۲۸ سال)    | NA          | باشگاه فوتبال فلامینگو         |
| ۵     | هافبک     | سزار سامپایو               | ۳۱ مارس ۱۹۶۸ (۳۰ سال)    | NA          | باشگاه فوتبال یوکوهاما مارینوس |
| ۶     | مدافع     | روبرتو کارلوس              | ۱۰ آوریل ۱۹۷۳ (۲۵ سال)   | NA          | باشگاه فوتبال رئال مادرید      |
| ۷     | هافبک     | جیووانی سیلوا ده اولیویرا  | ۴ فوریه ۱۹۷۲ (۲۶ سال)    | NA          | باشگاه فوتبال بارسلونا         |
| ۸     | هافبک     | دونگا (کاپیتان)            | ۳۱ اکتبر ۱۹۶۳ (۳۴ سال)   | NA          | باشگاه فوتبال جوبیلو ایواتا    |
| ۹     | مهاجم     | رونالدو                    | ۲۲ سپتامبر ۱۹۷۶ (۲۱ سال) | NA          | باشگاه فوتبال اینتر میلان      |
| ۱۰    | هافبک     | ریوالدو                    | ۱۹ آوریل ۱۹۷۲ (۲۶ سال)   | NA          | باشگاه فوتبال بارسلونا         |
| ۱۱    | هافبک     | امرسون فیریرا دا روسا      | ۴ آوریل ۱۹۷۶ (۲۲ سال)    | NA          | باشگاه فوتبال بایر ۰۴ لورکوزن  |
| ۱۲    | دروازه‌بان | کارلوس ژرمانو              | ۱۴ اوت ۱۹۷۰ (۲۷ سال)     | NA          | باشگاه ورزشی واسکو دوگاما      |
| ۱۳    | مدافع     | ژوزه کارلوس ده آلمیدا      | ۱۴ نوامبر ۱۹۶۸ (۲۹ سال)  | NA          | باشگاه فوتبال سائو پائولو      |
| ۱۴    | مدافع     | مارسلو گونزالوس کوستا لوپز | ۲۲ فوریه ۱۹۶۶ (۳۲ سال)   | NA          | باشگاه فوتبال بوتافوگو         |
| ۱۵    | مدافع     | آندره کروز                 | ۲۰ سپتامبر ۱۹۶۸ (۲۹ سال) | NA          | باشگاه فوتبال آ.ث. میلان       |
| ۱۶    | هافبک     | زه روبرتو                  | ۶ ژوئیه ۱۹۷۴ (۲۳ سال)    | NA          | باشگاه فوتبال فلامینگو         |
| ۱۷    | هافبک     | دوریوا                     | ۲۸ مه ۱۹۷۲ (۲۶ سال)      | NA          | باشگاه فوتبال پورتو            |
| ۱۸    | هافبک     | لئوناردو آراخو             | ۵ سپتامبر ۱۹۶۹ (۲۸ سال)  | NA          | باشگاه فوتبال آ.ث. میلان       |
| ۱۹    | هافبک     | دنیلسون دی الیویرا آراخو   | ۲۴ اوت ۱۹۷۷ (۲۰ سال)     | NA          | باشگاه فوتبال سائو پائولو      |
| ۲۰    | مهاجم     | ببتو                       | ۱۶ فوریه ۱۹۶۴ (۳۴ سال)   | NA          | باشگاه فوتبال بوتافوگو         |
| ۲۱    | مهاجم     | ادموندو آلوز دی سوازا نیتو | ۲ آوریل ۱۹۷۱ (۲۷ سال)    | NA          | باشگاه فوتبال فیورنتینا        |
| ۲۲    | دروازه‌بان | دیدا                       | ۷ اکتبر ۱۹۷۳ (۲۴ سال)    | NA          | باشگاه ورزشی کروزیرو           |

### مراکش
سرمربی: آنری میشل
| شماره | جایگاه    | بازیکن                  | تاریخ تولد/سن            | بازی‌های ملی | باشگاه                          |
| ----- | --------- | ----------------------- | ------------------------ | ----------- | ------------------------------- |
| ۱     | دروازه‌بان | عبدالقادر البرازی       | ۵ نوامبر ۱۹۶۴ (۳۳ سال)   | ۳۷          | باشگاه فوتبال ارتش سلطنتی مراکش |
| ۲     | مدافع     | عبدالاله صابر           | ۲۱ آوریل ۱۹۷۴ (۲۴ سال)   | ۲۵          | باشگاه فوتبال اسپورتینگ پرتغال  |
| ۳     | مدافع     | عبدالکریم الحضریوی      | ۶ مارس ۱۹۷۲ (۲۶ سال)     | ۵۹          | باشگاه فوتبال بنفیکا            |
| ۴     | مدافع     | یوسف روسی               | ۲۸ ژوئن ۱۹۷۳ (۲۴ سال)    | ۲۰          | باشگاه فوتبال رن                |
| ۵     | مدافع     | سماحی تریکی             | ۱ اوت ۱۹۶۷ (۳۰ سال)      | ۱۶          | باشگاه فوتبال لوزان-اسپورت      |
| ۶     | مدافع     | نورالدین نیبت (کاپیتان) | ۱۰ فوریه ۱۹۷۰ (۲۸ سال)   | ۹۱          | باشگاه فوتبال دپورتیوو لاکرونیا |
| ۷     | هافبک     | مصطفی حاجی              | ۱۶ نوامبر ۱۹۷۱ (۲۶ سال)  | ۴۲          | باشگاه فوتبال دپورتیوو لاکرونیا |
| ۸     | هافبک     | سعید شیبه               | ۱۸ سپتامبر ۱۹۷۰ (۲۷ سال) | ۲۳          | باشگاه فوتبال کامپوستلا         |
| ۹     | مهاجم     | عبدالجلیل حدا           | ۲۱ مارس ۱۹۷۲ (۲۶ سال)    | ۱۱          | باشگاه فوتبال آفریقایی          |
| ۱۰    | مهاجم     | عبد الرحیم ائاکیلی      | ۱۱ دسامبر ۱۹۷۰ (۲۷ سال)  | ۸           | باشگاه فوتبال مونیخ ۱۸۶۰        |
| ۱۱    | هافبک     | علی الخطابی             | ۱۷ ژانویه ۱۹۷۷ (۲۱ سال)  | ۶           | باشگاه فوتبال هیرنفین           |
| ۱۲    | دروازه‌بان | ادریس ابن زکری          | ۳۱ دسامبر ۱۹۷۰ (۲۷ سال)  | ۶           | RS Settat                       |
| ۱۳    | مدافع     | راشد نقروز              | ۱۰ آوریل ۱۹۷۲ (۲۶ سال)   | ۱۳          | باشگاه فوتبال باری              |
| ۱۴    | مهاجم     | صلاح‌الدین بصیر          | ۵ سپتامبر ۱۹۷۲ (۲۵ سال)  | ۲۶          | باشگاه فوتبال دپورتیوو لاکرونیا |
| ۱۵    | مدافع     | لحسن ابرامی             | ۳۱ دسامبر ۱۹۶۹ (۲۸ سال)  | ۴۱          | باشگاه فوتبال الوداد کازابلانکا |
| ۱۶    | هافبک     | رشید عزوزی              | ۱۰ ژانویه ۱۹۷۱ (۲۷ سال)  | ۳۵          | باشگاه فوتبال گروتر فورث        |
| ۱۷    | هافبک     | غریب امزین              | ۳ مه ۱۹۷۳ (۲۵ سال)       | ۲           | Mulhouse                        |
| ۱۸    | هافبک     | یوسف چیپو               | ۱۰ مه ۱۹۷۳ (۲۵ سال)      | ۲۰          | باشگاه فوتبال پورتو             |
| ۱۹    | مدافع     | جمال سلامی              | ۶ اکتبر ۱۹۷۰ (۲۷ سال)    | ۰           | باشگاه فوتبال الرجا             |
| ۲۰    | مدافع     | طاهر الخالج             | ۱۶ ژوئن ۱۹۶۸ (۲۹ سال)    | ۵۴          | باشگاه فوتبال بنفیکا            |
| ۲۱    | مهاجم     | رشید روکی               | ۸ نوامبر ۱۹۷۴ (۲۳ سال)   | ۲           | SCCM Mohammédia                 |
| ۲۲    | دروازه‌بان | مصطفی چادیلی            | ۱۴ فوریه ۱۹۷۳ (۲۵ سال)   | ۰           | باشگاه فوتبال الرجا             |

### نروژ
سرمربی: ایگیل اولسن
| شماره | جایگاه    | بازیکن                 | تاریخ تولد/سن           | بازی‌های ملی | باشگاه                       |
| ----- | --------- | ---------------------- | ----------------------- | ----------- | ---------------------------- |
| ۱     | دروازه‌بان | فروده گرودوس (کاپیتان) | ۲۴ اکتبر ۱۹۶۴ (۳۳ سال)  | ۳۹          | باشگاه فوتبال تاتنهام هاتسپر |
| ۲     | مدافع     | گونار هاله             | ۱۱ اوت ۱۹۶۵ (۳۲ سال)    | ۶۰          | باشگاه فوتبال لیدز یونایتد   |
| ۳     | مدافع     | رونی جانسن             | ۱۰ ژوئن ۱۹۶۹ (۲۹ سال)   | ۳۳          | باشگاه فوتبال منچستر یونایتد |
| ۴     | مدافع     | هنینگ برگ              | ۱ سپتامبر ۱۹۶۹ (۲۸ سال) | ۵۲          | باشگاه فوتبال منچستر یونایتد |
| ۵     | مدافع     | استیگ اینگه            | ۱۱ دسامبر ۱۹۶۹ (۲۸ سال) | ۶۲          | باشگاه فوتبال لیورپول        |
| ۶     | هافبک     | استوله سولباکن         | ۲۷ فوریه ۱۹۶۸ (۳۰ سال)  | ۳۴          | باشگاه فوتبال اوبی           |
| ۷     | هافبک     | اریک میکلاند           | ۲۱ ژوئیه ۱۹۷۱ (۲۶ سال)  | ۵۴          | باشگاه فوتبال پاناتینایکوس   |
| ۸     | هافبک     | اویویند لئونهاردسن     | ۱۷ اوت ۱۹۷۰ (۲۷ سال)    | ۵۵          | باشگاه فوتبال لیورپول        |
| ۹     | مهاجم     | توره آندره فلو         | ۱۵ ژوئن ۱۹۷۳ (۲۴ سال)   | ۲۵          | باشگاه فوتبال چلسی           |
| ۱۰    | هافبک     | شیتل رکدال             | ۶ نوامبر ۱۹۶۸ (۲۹ سال)  | ۶۶          | باشگاه فوتبال هرتابرلین      |
| ۱۱    | هافبک     | مینی یاکوبسن           | ۸ نوامبر ۱۹۶۵ (۳۲ سال)  | ۶۴          | باشگاه فوتبال روزنبورگ       |
| ۱۲    | دروازه‌بان | توماس میره             | ۱۶ اکتبر ۱۹۷۳ (۲۴ سال)  | ۱           | باشگاه فوتبال اورتون         |
| ۱۳    | دروازه‌بان | اسپن باردسن            | ۷ دسامبر ۱۹۷۷ (۲۰ سال)  | ۱           | باشگاه فوتبال تاتنهام هاتسپر |
| ۱۴    | مدافع     | وگارد هگم              | ۱۳ ژوئیه ۱۹۷۵ (۲۲ سال)  | ۱           | باشگاه فوتبال روزنبورگ       |
| ۱۵    | مدافع     | دان اگن                | ۱۳ ژانویه ۱۹۷۰ (۲۸ سال) | ۱۳          | باشگاه فوتبال سلتاویگو       |
| ۱۶    | هافبک     | یوستاین فلو            | ۳ اکتبر ۱۹۶۴ (۳۳ سال)   | ۴۴          | Strømsgodset                 |
| ۱۷    | هافبک     | هوارد فلو              | ۴ آوریل ۱۹۷۰ (۲۸ سال)   | ۹           | باشگاه ورزشی وردر برمن       |
| ۱۸    | مهاجم     | اگیل اوستنستاد         | ۲ ژانویه ۱۹۷۲ (۲۶ سال)  | ۱۳          | باشگاه فوتبال ساوت‌همپتون     |
| ۱۹    | مدافع     | اریک هافتون            | ۳ مارس ۱۹۶۹ (۲۹ سال)    | ۱           | باشگاه فوتبال روزنبورگ       |
| ۲۰    | مهاجم     | اوله گونر سولشیر       | ۲۶ فوریه ۱۹۷۳ (۲۵ سال)  | ۱۳          | باشگاه فوتبال منچستر یونایتد |
| ۲۱    | هافبک     | ویدار ریست             | ۲۱ آوریل ۱۹۷۲ (۲۶ سال)  | ۴           | باشگاه فوتبال لاسک           |
| ۲۲    | هافبک     | روآر استراند           | ۲ فوریه ۱۹۷۰ (۲۸ سال)   | ۵           | باشگاه فوتبال روزنبورگ       |

### اسکاتلند
سرمربی: کریگ براون
| شماره | جایگاه    | بازیکن                | تاریخ تولد/سن            | بازی‌های ملی | باشگاه                          |
| ----- | --------- | --------------------- | ------------------------ | ----------- | ------------------------------- |
| ۱     | دروازه‌بان | جیم لایتون            | ۲۴ ژوئیه ۱۹۵۸ (۳۹ سال)   | ۸۶          | باشگاه فوتبال آبردین            |
| ۲     | هافبک     | جکی مک‌نامارا          | ۲۴ اکتبر ۱۹۷۳ (۲۴ سال)   | ۶           | باشگاه فوتبال سلتیک             |
| ۳     | مدافع     | تام بوید              | ۲۴ نوامبر ۱۹۶۵ (۳۲ سال)  | ۵۵          | باشگاه فوتبال سلتیک             |
| ۴     | مدافع     | کولین کالدروود        | ۲۰ ژانویه ۱۹۶۵ (۳۳ سال)  | ۲۸          | باشگاه فوتبال تاتنهام هاتسپر    |
| ۵     | مدافع     | کولین هندری (کاپیتان) | ۷ دسامبر ۱۹۶۵ (۳۲ سال)   | ۳۲          | باشگاه فوتبال بلکبرن روورز      |
| ۶     | مدافع     | تاش مک‌کینلای          | ۳ دسامبر ۱۹۶۴ (۳۳ سال)   | ۱۹          | باشگاه فوتبال سلتیک             |
| ۷     | مهاجم     | کوین گالاکر           | ۲۳ نوامبر ۱۹۶۶ (۳۱ سال)  | ۳۶          | باشگاه فوتبال بلکبرن روورز      |
| ۸     | هافبک     | کریگ بورلی            | ۲۴ سپتامبر ۱۹۷۱ (۲۶ سال) | ۲۵          | باشگاه فوتبال سلتیک             |
| ۹     | مهاجم     | گوردون دوری           | ۶ دسامبر ۱۹۶۵ (۳۲ سال)   | ۴۰          | باشگاه فوتبال رنجرز             |
| ۱۰    | هافبک     | دارن جکسون            | ۲۵ ژوئیه ۱۹۶۶ (۳۱ سال)   | ۲۴          | باشگاه فوتبال سلتیک             |
| ۱۱    | هافبک     | جان کالینز            | ۳۱ ژانویه ۱۹۶۸ (۳۰ سال)  | ۴۹          | باشگاه فوتبال موناکو            |
| ۱۲    | دروازه‌بان | نیل سالیوان           | ۲۴ فوریه ۱۹۷۰ (۲۸ سال)   | ۳           | باشگاه فوتبال ویمبلدون          |
| ۱۳    | مهاجم     | سیمن دونلی            | ۱ دسامبر ۱۹۷۴ (۲۳ سال)   | ۸           | باشگاه فوتبال سلتیک             |
| ۱۴    | هافبک     | پل لامبرت             | ۷ اوت ۱۹۶۹ (۲۸ سال)      | ۱۲          | باشگاه فوتبال سلتیک             |
| ۱۵    | هافبک     | اسکات گمیل            | ۲ ژانویه ۱۹۷۱ (۲۷ سال)   | ۱۳          | باشگاه فوتبال ناتینگهام فارست   |
| ۱۶    | مدافع     | دیوید ویر             | ۱۰ مه ۱۹۷۰ (۲۸ سال)      | ۵           | باشگاه فوتبال هارت آف میدلوتیان |
| ۱۷    | هافبک     | بیلی مک‌کینلای         | ۲۲ آوریل ۱۹۶۹ (۲۹ سال)   | ۲۵          | باشگاه فوتبال بلکبرن روورز      |
| ۱۸    | مدافع     | مت الیوت              | ۱ نوامبر ۱۹۶۹ (۲۸ سال)   | ۳           | باشگاه فوتبال لستر سیتی         |
| ۱۹    | مدافع     | درک وایت              | ۳۱ اوت ۱۹۶۸ (۲۹ سال)     | ۱۱          | باشگاه فوتبال آبردین            |
| ۲۰    | مهاجم     | اسکات بوث             | ۱۶ دسامبر ۱۹۷۱ (۲۶ سال)  | ۱۶          | باشگاه فوتبال اوترخت            |
| ۲۱    | دروازه‌بان | جاناتان گولد          | ۱۸ ژوئیه ۱۹۶۸ (۲۹ سال)   | ۰           | باشگاه فوتبال سلتیک             |
| ۲۲    | مدافع     | کریستین دیلی          | ۲۳ اکتبر ۱۹۷۳ (۲۴ سال)   | ۱۰          | باشگاه فوتبال دربی کانتی        |

## گروه B

### اتریش
سرمربی: هربرت پروهاسکا
| شماره | جایگاه    | بازیکن                | تاریخ تولد/سن            | بازی‌های ملی | باشگاه                        |
| ----- | --------- | --------------------- | ------------------------ | ----------- | ----------------------------- |
| ۱     | دروازه‌بان | میشائیل کونزل         | ۶ مارس ۱۹۶۲ (۳۶ سال)     | NA          | باشگاه فوتبال آ.اس. رم        |
| ۲     | هافبک     | مارکوس شوپ            | ۲۲ فوریه ۱۹۷۴ (۲۴ سال)   | NA          | باشگاه فوتبال اشتورم گراتس    |
| ۳     | مدافع     | پیتر شوتل             | ۲۶ مارس ۱۹۶۷ (۳۱ سال)    | NA          | باشگاه فوتبال راپید وین       |
| ۴     | مدافع     | آنتون ففر             | ۱۷ اوت ۱۹۶۵ (۳۲ سال)     | NA          | باشگاه فوتبال آستریا وین      |
| ۵     | مدافع     | وولفگانگ فیرزینگر     | ۳۰ ژانویه ۱۹۶۵ (۳۳ سال)  | NA          | باشگاه فوتبال بروسیا دورتموند |
| ۶     | مدافع     | والتر کوگلر           | ۱۲ دسامبر ۱۹۶۷ (۳۰ سال)  | NA          | باشگاه فوتبال کن              |
| ۷     | مهاجم     | ماریو هاس             | ۱۶ سپتامبر ۱۹۷۴ (۲۳ سال) | NA          | باشگاه فوتبال اشتورم گراتس    |
| ۸     | هافبک     | هیمو فیفنبرگر         | ۲۹ دسامبر ۱۹۶۶ (۳۱ سال)  | NA          | باشگاه ورزشی وردر برمن        |
| ۹     | مهاجم     | ایویکا واستیچ         | ۲۹ سپتامبر ۱۹۶۹ (۲۸ سال) | NA          | باشگاه فوتبال اشتورم گراتس    |
| ۱۰    | هافبک     | آندرئاس هرتسوگ        | ۱۰ سپتامبر ۱۹۶۸ (۲۹ سال) | NA          | باشگاه ورزشی وردر برمن        |
| ۱۱    | هافبک     | مارتین امرهاوزر       | ۲۳ ژوئیه ۱۹۷۴ (۲۳ سال)   | NA          | باشگاه فوتبال ردبول زالتسبورگ |
| ۱۲    | مدافع     | مارتین هیدن           | ۱۱ مارس ۱۹۷۳ (۲۵ سال)    | NA          | باشگاه فوتبال لیدز یونایتد    |
| ۱۳    | هافبک     | هارالد زرنی           | ۱۳ سپتامبر ۱۹۷۳ (۲۴ سال) | NA          | باشگاه فوتبال مونیخ ۱۸۶۰      |
| ۱۴    | مهاجم     | هانس راینمایر         | ۲۳ اوت ۱۹۶۹ (۲۸ سال)     | NA          | باشگاه فوتبال اشتورم گراتس    |
| ۱۵    | هافبک     | آرنولد وتل            | ۲ فوریه ۱۹۷۰ (۲۸ سال)    | NA          | باشگاه فوتبال راپید وین       |
| ۱۶    | دروازه‌بان | فرانتس وولفارت        | ۱ ژوئیه ۱۹۶۴ (۳۳ سال)    | NA          | باشگاه فوتبال اشتوتگارت       |
| ۱۷    | هافبک     | رومن مالیچ            | ۱۷ سپتامبر ۱۹۷۱ (۲۶ سال) | NA          | باشگاه فوتبال اشتورم گراتس    |
| ۱۸    | هافبک     | پیتر اشتوگر           | ۱۱ آوریل ۱۹۶۶ (۳۲ سال)   | NA          | باشگاه فوتبال لاسک            |
| ۱۹    | مهاجم     | تونی پولستر (کاپیتان) | ۱۰ مارس ۱۹۶۴ (۳۴ سال)    | NA          | باشگاه فوتبال کلن             |
| ۲۰    | هافبک     | آندرئاس هراف          | ۱۰ سپتامبر ۱۹۶۷ (۳۰ سال) | NA          | باشگاه فوتبال راپید وین       |
| ۲۱    | دروازه‌بان | ولفگانگ کنالر         | ۹ اکتبر ۱۹۶۱ (۳۶ سال)    | NA          | باشگاه فوتبال آستریا وین      |
| ۲۲    | هافبک     | دیمار کوباوئر         | ۴ آوریل ۱۹۷۱ (۲۷ سال)    | NA          | باشگاه فوتبال رئال سوسیداد    |

### کامرون
سرمربی:  کلود لی روی
| شماره | جایگاه    | بازیکن                       | تاریخ تولد/سن            | بازی‌های ملی | باشگاه                          |
| ----- | --------- | ---------------------------- | ------------------------ | ----------- | ------------------------------- |
| ۱     | دروازه‌بان | ژاک سونگو-او                 | ۱۷ مارس ۱۹۶۴ (۳۴ سال)    | NA          | باشگاه فوتبال دپورتیوو لاکرونیا |
| ۲     | هافبک     | ژوزف الانگا                  | ۲ مه ۱۹۷۹ (۱۹ سال)       | NA          | Tonnerre Yaoundé                |
| ۳     | مدافع     | پی‌یر وومه                    | ۲۶ مارس ۱۹۷۹ (۱۹ سال)    | NA          | Lucchese                        |
| ۴     | مدافع     | ریگوبرت سانگ                 | ۱ ژوئیه ۱۹۷۶ (۲۱ سال)    | NA          | باشگاه فوتبال مس                |
| ۵     | مدافع     | ریموند کالا                  | ۲۲ آوریل ۱۹۷۵ (۲۳ سال)   | NA          | Panachaiki                      |
| ۶     | مدافع     | پیر نیانکا                   | ۱۵ مارس ۱۹۷۵ (۲۳ سال)    | NA          | Olympic Mvolyé                  |
| ۷     | مهاجم     | فرانسوا اومام بییک (کاپیتان) | ۲۱ مه ۱۹۶۶ (۳۲ سال)      | NA          | باشگاه فوتبال سمپدوریا          |
| ۸     | هافبک     | دیدیر انگیبود                | ۸ اکتبر ۱۹۷۴ (۲۳ سال)    | NA          | باشگاه فوتبال نیس               |
| ۹     | مهاجم     | آلفونس چامی                  | ۱۴ سپتامبر ۱۹۷۱ (۲۶ سال) | NA          | باشگاه فوتبال هرتابرلین         |
| ۱۰    | مهاجم     | پاتریک ام‌بوما                | ۱۵ نوامبر ۱۹۷۰ (۲۷ سال)  | NA          | باشگاه فوتبال گامبا اوساکا      |
| ۱۱    | مهاجم     | ساموئل اتوئو                 | ۱۰ مارس ۱۹۸۱ (۱۷ سال)    | NA          | باشگاه فوتبال لگانس             |
| ۱۲    | مدافع     | لورن اتامه مایر              | ۱۹ ژانویه ۱۹۷۷ (۲۱ سال)  | NA          | باشگاه فوتبال لوانته            |
| ۱۳    | مدافع     | پاتریس آباندا                | ۳ اوت ۱۹۷۸ (۱۹ سال)      | NA          | Tonnerre Yaoundé                |
| ۱۴    | هافبک     | اوگاستین سیمو                | ۱۸ سپتامبر ۱۹۷۸ (۱۹ سال) | NA          | باشگاه فوتبال سن-اتین           |
| ۱۵    | هافبک     | جوزف ان‌دو                    | ۲۸ آوریل ۱۹۷۶ (۲۲ سال)   | NA          | Cottonsport Garoua              |
| ۱۶    | دروازه‌بان | بسی ویلیام اندم              | ۱۴ ژوئن ۱۹۶۸ (۲۹ سال)    | NA          | باشگاه فوتبال بوآویستا          |
| ۱۷    | مدافع     | میشل پنسی                    | ۱۶ ژوئن ۱۹۷۳ (۲۴ سال)    | NA          | باشگاه فوتبال سئونگنام          |
| ۱۸    | مهاجم     | ساموئل آیپاوا                | ۱ مارس ۱۹۷۳ (۲۵ سال)     | NA          | باشگاه فوتبال راپید وین         |
| ۱۹    | هافبک     | مارسل مهووی                  | ۱۶ ژانویه ۱۹۷۳ (۲۵ سال)  | NA          | باشگاه فوتبال مون‌پلیه           |
| ۲۰    | هافبک     | سالومون اولمبه               | ۸ دسامبر ۱۹۸۰ (۱۷ سال)   | NA          | باشگاه فوتبال نانت              |
| ۲۱    | مهاجم     | ژوزف-دزیره جاب               | ۱ دسامبر ۱۹۷۷ (۲۰ سال)   | NA          | باشگاه فوتبال المپیک لیون       |
| ۲۲    | دروازه‌بان | الیوم بوکار                  | ۳ ژانویه ۱۹۷۲ (۲۶ سال)   | NA          | باشگاه فوتبال سامسون‌اسپور       |

### شیلی
سرمربی:  نلسون آکوستا
| شماره | جایگاه    | بازیکن                   | تاریخ تولد/سن            | بازی‌های ملی | باشگاه                             |
| ----- | --------- | ------------------------ | ------------------------ | ----------- | ---------------------------------- |
| ۱     | دروازه‌بان | نلسون تاپیا              | ۲۲ سپتامبر ۱۹۶۶ (۳۱ سال) | ۳۴          | باشگاه فوتبال یونیورسیداد کاتولیکا |
| ۲     | مدافع     | کریستیان کاستانیدا       | ۱۸ سپتامبر ۱۹۶۸ (۲۹ سال) | ۲۴          | باشگاه فوتبال اونیورسیداد شیلی     |
| ۳     | مدافع     | رونالد فوئنتس            | ۲۲ ژوئن ۱۹۶۹ (۲۸ سال)    | ۴۱          | باشگاه فوتبال اونیورسیداد شیلی     |
| ۴     | مدافع     | فرانسیسکو روهاس          | ۲۲ ژوئیه ۱۹۷۴ (۲۳ سال)   | ۱۲          | باشگاه فوتبال کولو-کولو            |
| ۵     | مدافع     | خاویر مارگاس             | ۱۰ مه ۱۹۶۹ (۲۹ سال)      | ۵۲          | باشگاه فوتبال یونیورسیداد کاتولیکا |
| ۶     | مدافع     | پدرو ریس                 | ۱۳ نوامبر ۱۹۷۲ (۲۵ سال)  | ۲۴          | باشگاه فوتبال کولو-کولو            |
| ۷     | هافبک     | نلسون پاراگوز            | ۵ آوریل ۱۹۷۱ (۲۷ سال)    | ۳۷          | باشگاه فوتبال یونیورسیداد کاتولیکا |
| ۸     | هافبک     | کلارنس آکونا             | ۸ فوریه ۱۹۷۵ (۲۳ سال)    | ۲۸          | باشگاه فوتبال اونیورسیداد شیلی     |
| ۹     | مهاجم     | ایوان زامورانو (کاپیتان) | ۱۸ ژانویه ۱۹۶۷ (۳۱ سال)  | ۴۲          | باشگاه فوتبال اینتر میلان          |
| ۱۰    | هافبک     | خوزه لوئیس سیرا          | ۵ دسامبر ۱۹۶۸ (۲۹ سال)   | ۳۱          | باشگاه فوتبال کولو-کولو            |
| ۱۱    | مهاجم     | مارسلو سالاس             | ۲۴ دسامبر ۱۹۷۴ (۲۳ سال)  | ۳۹          | باشگاه فوتبال ریور پلاته           |
| ۱۲    | دروازه‌بان | مارسلو رامیرز            | ۲۹ مه ۱۹۶۵ (۳۳ سال)      | ۱۹          | باشگاه فوتبال کولو-کولو            |
| ۱۳    | مهاجم     | مانوئل نیرا              | ۱۲ اکتبر ۱۹۷۷ (۲۰ سال)   | ۵           | باشگاه فوتبال کولو-کولو            |
| ۱۴    | مدافع     | میگل رامیرز              | ۱۱ ژوئن ۱۹۷۰ (۲۷ سال)    | ۳۸          | باشگاه فوتبال یونیورسیداد کاتولیکا |
| ۱۵    | مدافع     | مویسس بیجارول            | ۱۲ فوریه ۱۹۷۶ (۲۲ سال)   | ۱۰          | Santiago Wanderers                 |
| ۱۶    | مدافع     | مائوریسیو آروس           | ۹ مارس ۱۹۷۶ (۲۲ سال)     | ۴           | باشگاه فوتبال اونیورسیداد شیلی     |
| ۱۷    | هافبک     | مارسلو بگا               | ۱۲ اوت ۱۹۷۱ (۲۶ سال)     | ۲۹          | باشگاه فوتبال نیویورک رد بولز      |
| ۱۸    | هافبک     | لوییس موسری              | ۲۴ دسامبر ۱۹۶۸ (۲۹ سال)  | ۲۷          | باشگاه فوتبال اونیورسیداد شیلی     |
| ۱۹    | هافبک     | فرناندو کورنخو           | ۲۸ ژانویه ۱۹۶۹ (۲۹ سال)  | ۲۷          | Cobreloa                           |
| ۲۰    | هافبک     | فابیان استای             | ۵ اکتبر ۱۹۶۸ (۲۹ سال)    | ۴۸          | باشگاه فوتبال دپورتیوو تولوکا      |
| ۲۱    | مهاجم     | رودریگو باررا            | ۳۰ مارس ۱۹۷۰ (۲۸ سال)    | ۲۲          | باشگاه فوتبال اونیورسیداد شیلی     |
| ۲۲    | دروازه‌بان | کارلوس تهاس              | ۴ اکتبر ۱۹۷۴ (۲۳ سال)    | ۰           | Coquimbo Unido                     |

### ایتالیا
سرمربی: چزاره مالدینی
| شماره | جایگاه    | بازیکن                   | تاریخ تولد/سن            | بازی‌های ملی | باشگاه                       |
| ----- | --------- | ------------------------ | ------------------------ | ----------- | ---------------------------- |
| ۱     | دروازه‌بان | فرانچسکو تولدو           | ۲ دسامبر ۱۹۷۱ (۲۶ سال)   | ۶           | باشگاه فوتبال فیورنتینا      |
| ۲     | مدافع     | جوزپه برگومی             | ۲۲ دسامبر ۱۹۶۳ (۳۴ سال)  | ۷۸          | باشگاه فوتبال اینتر میلان    |
| ۳     | مدافع     | پائولو مالدینی (کاپیتان) | ۲۶ ژوئن ۱۹۶۸ (۲۹ سال)    | ۸۸          | باشگاه فوتبال آ.ث. میلان     |
| ۴     | مدافع     | فابیو کاناوارو           | ۱۳ سپتامبر ۱۹۷۳ (۲۴ سال) | ۱۴          | باشگاه فوتبال پارما          |
| ۵     | مدافع     | الساندرو کاستاکورتا      | ۲۴ آوریل ۱۹۶۶ (۳۲ سال)   | ۵۴          | باشگاه فوتبال آ.ث. میلان     |
| ۶     | مدافع     | الساندرو نستا            | ۱۹ مارس ۱۹۷۶ (۲۲ سال)    | ۱۲          | باشگاه فوتبال لاتزیو         |
| ۷     | مدافع     | جانلوکا پسوتو            | ۱۱ اوت ۱۹۷۰ (۲۷ سال)     | ۴           | باشگاه فوتبال یوونتوس        |
| ۸     | مدافع     | مورنو تورریچلی           | ۲۳ ژانویه ۱۹۷۰ (۲۸ سال)  | ۶           | باشگاه فوتبال یوونتوس        |
| ۹     | هافبک     | دیمیتریو آلبرتینی        | ۲۳ اوت ۱۹۷۱ (۲۶ سال)     | ۵۷          | باشگاه فوتبال آ.ث. میلان     |
| ۱۰    | مهاجم     | آلساندرو دل‌پیرو          | ۹ نوامبر ۱۹۷۴ (۲۳ سال)   | ۱۹          | باشگاه فوتبال یوونتوس        |
| ۱۱    | هافبک     | دینو باجو                | ۲۴ ژوئیه ۱۹۷۱ (۲۶ سال)   | ۴۶          | باشگاه فوتبال پارما          |
| ۱۲    | دروازه‌بان | جانلوکا پالیوکا          | ۱۸ دسامبر ۱۹۶۶ (۳۱ سال)  | ۳۴          | باشگاه فوتبال اینتر میلان    |
| ۱۳    | هافبک     | ساندرو کویس              | ۹ ژوئن ۱۹۷۲ (۲۶ سال)     | ۱           | باشگاه فوتبال فیورنتینا      |
| ۱۴    | هافبک     | لوئیجی دی بیاجو          | ۳ ژوئن ۱۹۷۱ (۲۷ سال)     | ۱۳          | باشگاه فوتبال آ.اس. رم       |
| ۱۵    | هافبک     | آنجلو دی لیویو           | ۲۶ ژوئیه ۱۹۶۶ (۳۱ سال)   | ۲۱          | باشگاه فوتبال یوونتوس        |
| ۱۶    | هافبک     | روبرتو دی ماتئو          | ۲۹ مه ۱۹۷۰ (۲۸ سال)      | ۳۲          | باشگاه فوتبال چلسی           |
| ۱۷    | هافبک     | فرانچسکو موریرو          | ۳۱ مارس ۱۹۶۹ (۲۹ سال)    | ۳           | باشگاه فوتبال اینتر میلان    |
| ۱۸    | مهاجم     | روبرتو باجو              | ۱۸ فوریه ۱۹۶۷ (۳۱ سال)   | ۴۸          | باشگاه فوتبال بولونیا        |
| ۱۹    | مهاجم     | فیلیپو اینزاگی           | ۹ اوت ۱۹۷۳ (۲۴ سال)      | ۴           | باشگاه فوتبال یوونتوس        |
| ۲۰    | مهاجم     | انریکو کیسا              | ۲۹ دسامبر ۱۹۷۰ (۲۷ سال)  | ۶           | باشگاه فوتبال پارما          |
| ۲۱    | مهاجم     | کریستین ویری             | ۱۲ ژوئیه ۱۹۷۳ (۲۴ سال)   | ۸           | باشگاه فوتبال اتلتیکو مادرید |
| ۲۲    | دروازه‌بان | جانلوئیجی بوفون          | ۲۸ ژانویه ۱۹۷۸ (۲۰ سال)  | ۲           | باشگاه فوتبال پارما          |

## گروه C

### دانمارک
سرمربی:  بو یوهانسون
| شماره | جایگاه    | بازیکن                | تاریخ تولد/سن           | بازی‌های ملی | باشگاه                        |
| ----- | --------- | --------------------- | ----------------------- | ----------- | ----------------------------- |
| ۱     | دروازه‌بان | پیتر اشمایکل          | ۱۸ نوامبر ۱۹۶۳ (۳۴ سال) | ۱۰۰         | باشگاه فوتبال منچستر یونایتد  |
| ۲     | مدافع     | میکل شونبر            | ۱۹ ژانویه ۱۹۶۷ (۳۱ سال) | ۲۸          | باشگاه فوتبال کایزرسلاوترن    |
| ۳     | مدافع     | مارک ریپر             | ۵ ژوئن ۱۹۶۸ (۳۰ سال)    | ۵۳          | باشگاه فوتبال سلتیک           |
| ۴     | مدافع     | یس هو                 | ۷ مه ۱۹۶۶ (۳۲ سال)      | ۳۷          | باشگاه فوتبال فنرباغچه        |
| ۵     | مدافع     | یان هاینتزه           | ۱۷ اوت ۱۹۶۳ (۳۴ سال)    | ۳۹          | باشگاه فوتبال بایر ۰۴ لورکوزن |
| ۶     | مدافع     | توماس هلوگ            | ۲۴ ژوئن ۱۹۷۱ (۲۶ سال)   | ۳۰          | باشگاه فوتبال اودینزه         |
| ۷     | هافبک     | الن نیلسن             | ۱۳ مارس ۱۹۷۱ (۲۷ سال)   | ۱۸          | باشگاه فوتبال تاتنهام هاتسپر  |
| ۸     | هافبک     | پر فراندسن            | ۶ فوریه ۱۹۷۰ (۲۸ سال)   | ۱۲          | باشگاه فوتبال بولتون واندررز  |
| ۹     | مهاجم     | میکلاس مولنار         | ۱۰ آوریل ۱۹۷۰ (۲۸ سال)  | ۹           | باشگاه فوتبال سویا            |
| ۱۰    | هافبک     | میکل لادروپ (کاپیتان) | ۱۵ ژوئن ۱۹۶۴ (۳۳ سال)   | ۹۹          | باشگاه فوتبال آژاکس آمستردام  |
| ۱۱    | مهاجم     | برایان لادروپ         | ۲۲ فوریه ۱۹۶۹ (۲۹ سال)  | ۷۷          | باشگاه فوتبال رنجرز           |
| ۱۲    | مدافع     | سورن کولدینگ          | ۲ سپتامبر ۱۹۷۲ (۲۵ سال) | ۴           | باشگاه فوتبال بروندبی         |
| ۱۳    | مدافع     | یاکوب لائورسن         | ۶ اکتبر ۱۹۷۱ (۲۶ سال)   | ۲۲          | باشگاه فوتبال دربی کانتی      |
| ۱۴    | هافبک     | مورتن ویگورست         | ۲۵ فوریه ۱۹۷۱ (۲۷ سال)  | ۱۱          | باشگاه فوتبال سلتیک           |
| ۱۵    | هافبک     | استیگ توفتینگ         | ۱۴ اوت ۱۹۶۹ (۲۸ سال)    | ۴           | باشگاه فوتبال ام‌اس‌وی دویسبورگ |
| ۱۶    | دروازه‌بان | مونس کرو              | ۳۱ اکتبر ۱۹۶۳ (۳۴ سال)  | ۸           | باشگاه فوتبال بروندبی         |
| ۱۷    | هافبک     | بیارنه گولدبک         | ۶ اکتبر ۱۹۶۸ (۲۹ سال)   | ۱۱          | باشگاه فوتبال کپنهاگن         |
| ۱۸    | مهاجم     | پیتر مولر             | ۲۳ مارس ۱۹۷۲ (۲۶ سال)   | ۱۱          | باشگاه فوتبال پی‌اس‌وی آیندهوون |
| ۱۹    | مهاجم     | ابه ساند              | ۱۹ ژوئیه ۱۹۷۲ (۲۵ سال)  | ۲           | باشگاه فوتبال بروندبی         |
| ۲۰    | مدافع     | رنی هنریکسن           | ۲۷ اوت ۱۹۶۹ (۲۸ سال)    | ۲           | Akademisk                     |
| ۲۱    | هافبک     | مارتین یورگنسن        | ۶ اکتبر ۱۹۷۵ (۲۲ سال)   | ۴           | باشگاه فوتبال اودینزه         |
| ۲۲    | دروازه‌بان | پیتر کییر             | ۵ نوامبر ۱۹۶۵ (۳۲ سال)  | ۰           | باشگاه فوتبال سیلکبورگ        |

### فرانسه
سرمربی: امه ژاکه
| شماره | جایگاه    | بازیکن               | تاریخ تولد/سن            | بازی‌های ملی | باشگاه                     |
| ----- | --------- | -------------------- | ------------------------ | ----------- | -------------------------- |
| ۱     | دروازه‌بان | برنارد لاما          | ۷ آوریل ۱۹۶۳ (۳۵ سال)    | ۳۷          | باشگاه فوتبال پاری سن ژرمن |
| ۲     | مدافع     | ونسان کاندلا         | ۲۴ اکتبر ۱۹۷۳ (۲۴ سال)   | ۱۰          | باشگاه فوتبال آ.اس. رم     |
| ۳     | مدافع     | بیسنته لیزارازو      | ۹ دسامبر ۱۹۶۹ (۲۸ سال)   | ۳۲          | باشگاه فوتبال بایرن مونیخ  |
| ۴     | هافبک     | پاتریک ویرا          | ۲۳ ژوئن ۱۹۷۶ (۲۱ سال)    | ۷           | باشگاه فوتبال آرسنال       |
| ۵     | مدافع     | لوران بلان           | ۱۹ نوامبر ۱۹۶۵ (۳۲ سال)  | ۶۸          | باشگاه فوتبال المپیک مارسی |
| ۶     | هافبک     | یوری ژورکائف         | ۹ مارس ۱۹۶۸ (۳۰ سال)     | ۳۷          | باشگاه فوتبال اینتر میلان  |
| ۷     | هافبک     | دیدیه دشان (کاپیتان) | ۱۵ اکتبر ۱۹۶۸ (۲۹ سال)   | ۶۹          | باشگاه فوتبال یوونتوس      |
| ۸     | مدافع     | مارسل دسایی          | ۷ سپتامبر ۱۹۶۸ (۲۹ سال)  | ۴۱          | باشگاه فوتبال آ.ث. میلان   |
| ۹     | مهاجم     | استفان گیوارش        | ۶ سپتامبر ۱۹۷۰ (۲۷ سال)  | ۶           | باشگاه فوتبال اوسر         |
| ۱۰    | هافبک     | زین‌الدین زیدان       | ۲۳ ژوئن ۱۹۷۲ (۲۵ سال)    | ۳۳          | باشگاه فوتبال یوونتوس      |
| ۱۱    | هافبک     | رابرت پیرس           | ۲۹ اکتبر ۱۹۷۳ (۲۴ سال)   | ۱۳          | باشگاه فوتبال مس           |
| ۱۲    | مهاجم     | تیری آنری            | ۱۷ اوت ۱۹۷۷ (۲۰ سال)     | ۳           | باشگاه فوتبال موناکو       |
| ۱۳    | هافبک     | برنار دیومد          | ۲۳ ژانویه ۱۹۷۴ (۲۴ سال)  | ۶           | باشگاه فوتبال اوسر         |
| ۱۴    | هافبک     | آلن بوغوسیان         | ۲۷ اکتبر ۱۹۷۰ (۲۷ سال)   | ۶           | باشگاه فوتبال سمپدوریا     |
| ۱۵    | مدافع     | لیلیان تورام         | ۱ ژانویه ۱۹۷۲ (۲۶ سال)   | ۳۲          | باشگاه فوتبال پارما        |
| ۱۶    | دروازه‌بان | فابین بارتز          | ۲۸ ژوئن ۱۹۷۱ (۲۶ سال)    | ۱۲          | باشگاه فوتبال موناکو       |
| ۱۷    | هافبک     | امانوئل پتی          | ۲۲ سپتامبر ۱۹۷۰ (۲۷ سال) | ۱۷          | باشگاه فوتبال آرسنال       |
| ۱۸    | مدافع     | فرانک لبوف           | ۲۲ ژانویه ۱۹۶۸ (۳۰ سال)  | ۱۳          | باشگاه فوتبال چلسی         |
| ۱۹    | هافبک     | کریستین کارمبو       | ۳ دسامبر ۱۹۷۰ (۲۷ سال)   | ۳۱          | باشگاه فوتبال رئال مادرید  |
| ۲۰    | مهاجم     | دیوید ترزگه          | ۱۵ اکتبر ۱۹۷۷ (۲۰ سال)   | ۴           | باشگاه فوتبال موناکو       |
| ۲۱    | مهاجم     | کریستوف دوگاری       | ۲۴ مارس ۱۹۷۲ (۲۶ سال)    | ۲۳          | باشگاه فوتبال المپیک مارسی |
| ۲۲    | دروازه‌بان | لیونل شاربونیه       | ۲۵ اکتبر ۱۹۶۶ (۳۱ سال)   | ۱           | باشگاه فوتبال اوسر         |

### عربستان سعودی
سرمربی:  کارلوس آلبرتو پریرا (پس از دو مسابقه اخراج شد و برای بازی آخر Mohammed Al-Kharashy جایگزین او شد)
| شماره | جایگاه    | بازیکن                 | تاریخ تولد/سن            | بازی‌های ملی | باشگاه                               |
| ----- | --------- | ---------------------- | ------------------------ | ----------- | ------------------------------------ |
| ۱     | دروازه‌بان | محمد الدعیع            | ۲ اوت ۱۹۷۲ (۲۵ سال)      | ۹۴          | Al-Ta'ee                             |
| ۲     | مدافع     | محمد الجهنی            | ۲۸ سپتامبر ۱۹۷۴ (۲۳ سال) | ۶۴          | باشگاه فوتبال الاهلی عربستان سعودی   |
| ۳     | مدافع     | محمد الخلیوی           | ۱ سپتامبر ۱۹۷۱ (۲۶ سال)  | ۸۶          | باشگاه فوتبال الاتحاد                |
| ۴     | هافبک     | عبدالله زبرماوی        | ۱۵ نوامبر ۱۹۷۳ (۲۴ سال)  | ۸۳          | باشگاه فوتبال الاهلی عربستان سعودی   |
| ۵     | مدافع     | احمد جمیل مدنی         | ۶ ژانویه ۱۹۷۰ (۲۸ سال)   | ۹۴          | باشگاه فوتبال الاتحاد                |
| ۶     | هافبک     | فؤاد انور              | ۱۳ اکتبر ۱۹۷۲ (۲۵ سال)   | ۹۵          | باشگاه فوتبال الشباب عربستان سعودی   |
| ۷     | مهاجم     | ابراهیم الشهرانی       | ۲۱ ژوئیه ۱۹۷۴ (۲۳ سال)   | ۱۹          | باشگاه فوتبال الاهلی عربستان سعودی   |
| ۸     | مهاجم     | عبید الدوساری          | ۲ اکتبر ۱۹۷۵ (۲۲ سال)    | ۶۱          | باشگاه فوتبال الوحده عربستان سعودی   |
| ۹     | مهاجم     | سامی الجابر            | ۱۱ دسامبر ۱۹۷۲ (۲۵ سال)  | ۸۵          | باشگاه فوتبال الهلال                 |
| ۱۰    | مهاجم     | سعید العویران          | ۱۹ اوت ۱۹۶۷ (۳۰ سال)     | ۵۵          | باشگاه فوتبال الشباب عربستان سعودی   |
| ۱۱    | مهاجم     | فهد المهلل             | ۱۱ نوامبر ۱۹۷۰ (۲۷ سال)  | ۸۵          | باشگاه فوتبال الشباب عربستان سعودی   |
| ۱۲    | هافبک     | ابراهیم الحربی         | ۱۰ ژوئیه ۱۹۷۵ (۲۲ سال)   | ۴۷          | باشگاه فوتبال النصر عربستان سعودی    |
| ۱۳    | مدافع     | حسین عبدالغنی          | ۲۳ ژانویه ۱۹۷۷ (۲۱ سال)  | ۴۰          | باشگاه فوتبال الاهلی عربستان سعودی   |
| ۱۴    | هافبک     | خالد المولد            | ۲۳ نوامبر ۱۹۷۱ (۲۶ سال)  | ۹۱          | باشگاه فوتبال الاهلی عربستان سعودی   |
| ۱۵    | هافبک     | یوسف الثنیان (کاپیتان) | ۱۸ نوامبر ۱۹۶۳ (۳۴ سال)  | ۸۶          | باشگاه فوتبال الهلال                 |
| ۱۶    | هافبک     | خمیس الدوساری          | ۸ سپتامبر ۱۹۷۳ (۲۴ سال)  | ۴۸          | باشگاه فوتبال الهلال                 |
| ۱۷    | مدافع     | احمد الدوخی            | ۲۵ اکتبر ۱۹۷۶ (۲۱ سال)   | ۱۲          | باشگاه فوتبال الهلال                 |
| ۱۸    | هافبک     | نواف التمیاط           | ۲۶ ژوئن ۱۹۷۶ (۲۱ سال)    | ۰           | باشگاه فوتبال الهلال                 |
| ۱۹    | مدافع     | عبد العزیز الجنوبی     | ۲۱ ژوئیه ۱۹۷۴ (۲۳ سال)   | ۳           | باشگاه فوتبال النصر عربستان سعودی    |
| ۲۰    | هافبک     | حمزه صالح              | ۱۹ آوریل ۱۹۶۷ (۳۱ سال)   | ۳۸          | باشگاه فوتبال الاهلی عربستان سعودی   |
| ۲۱    | دروازه‌بان | حسین الصادق            | ۱۵ اکتبر ۱۹۷۳ (۲۴ سال)   | ۶۴          | باشگاه فوتبال القادسیه عربستان سعودی |
| ۲۲    | دروازه‌بان | تیسیر ال نتیف          | ۱۶ فوریه ۱۹۷۴ (۲۴ سال)   | ۰           | باشگاه فوتبال الاتفاق عربستان سعودی  |

### آفریقای جنوبی
سرمربی:  فیلیپ تروسیه
| شماره | جایگاه    | بازیکن                | تاریخ تولد/سن            | بازی‌های ملی | باشگاه                         |
| ----- | --------- | --------------------- | ------------------------ | ----------- | ------------------------------ |
| ۱     | دروازه‌بان | هانس وانک             | ۳۰ ژانویه ۱۹۷۰ (۲۸ سال)  | ۰           | باشگاه فوتبال هیرنفین          |
| ۲     | مدافع     | ثمبا مگونی            | ۱۶ دسامبر ۱۹۷۳ (۲۴ سال)  | ۳           | باشگاه فوتبال ماملودی سانداونز |
| ۳     | مدافع     | دیوید نیاتی           | ۲۲ مارس ۱۹۶۹ (۲۹ سال)    | ۳۵          | باشگاه فوتبال سنت گالن         |
| ۴     | مدافع     | ویلم جکسون            | ۲۶ مارس ۱۹۷۲ (۲۶ سال)    | ۱۲          | Orlando Pirates                |
| ۵     | مدافع     | مارک فیش              | ۱۴ مارس ۱۹۷۴ (۲۴ سال)    | ۳۷          | باشگاه فوتبال بولتون واندررز   |
| ۶     | مهاجم     | فیل ماسینگا           | ۲۸ ژوئن ۱۹۶۹ (۲۸ سال)    | ۴۱          | باشگاه فوتبال باری             |
| ۷     | هافبک     | کوئینتون فورچون       | ۲۱ مه ۱۹۷۷ (۲۱ سال)      | ۶           | باشگاه فوتبال اتلتیکو مادرید   |
| ۸     | هافبک     | آلفرد فیری            | ۲۲ ژوئن ۱۹۷۴ (۲۳ سال)    | ۲           | Vanspor                        |
| ۹     | مهاجم     | شان بارتلت            | ۳۱ اکتبر ۱۹۷۲ (۲۵ سال)   | ۲۹          | باشگاه فوتبال آژاکس کیپ‌تاون    |
| ۱۰    | هافبک     | جان موشوئو            | ۱۸ دسامبر ۱۹۶۵ (۳۲ سال)  | ۴۴          | باشگاه فوتبال فنرباغچه         |
| ۱۱    | هافبک     | هلمن مکاله‌له          | ۲۰ اکتبر ۱۹۶۹ (۲۸ سال)   | ۳۵          | باشگاه فوتبال قیصریه‌اسپور      |
| ۱۲    | مهاجم     | برندان اوگاستین       | ۲۶ اکتبر ۱۹۷۱ (۲۶ سال)   | ۲۶          | باشگاه فوتبال لاسک             |
| ۱۳    | مهاجم     | دلرون باکلی           | ۷ دسامبر ۱۹۷۷ (۲۰ سال)   | ۰           | باشگاه فوتبال بوخوم            |
| ۱۴    | مهاجم     | جری سیکسانا           | ۸ ژوئن ۱۹۶۹ (۲۹ سال)     | ۹           | Orlando Pirates                |
| ۱۵    | هافبک     | دکتر کومالو           | ۲۶ ژوئن ۱۹۶۷ (۳۰ سال)    | ۴۳          | باشگاه فوتبال کایزر چیفس       |
| ۱۶    | دروازه‌بان | بریان بالویی          | ۱۶ مارس ۱۹۷۴ (۲۴ سال)    | ۸           | باشگاه فوتبال کایزر چیفس       |
| ۱۷    | مهاجم     | بنی مک‌کارتی           | ۱۲ نوامبر ۱۹۷۷ (۲۰ سال)  | ۱۰          | باشگاه فوتبال آژاکس آمستردام   |
| ۱۸    | هافبک     | لبهنگ مرولا           | ۲۲ دسامبر ۱۹۶۸ (۲۹ سال)  | ۰           | Vanspor                        |
| ۱۹    | مدافع     | لوکاس رادبه (کاپیتان) | ۱۲ آوریل ۱۹۶۹ (۲۹ سال)   | ۴۱          | باشگاه فوتبال لیدز یونایتد     |
| ۲۰    | هافبک     | ویلیام ماکونا         | ۳۱ مارس ۱۹۷۵ (۲۳ سال)    | ۰           | Manning Rangers                |
| ۲۱    | مدافع     | پی‌یر عیسی             | ۱۲ سپتامبر ۱۹۷۵ (۲۲ سال) | ۱           | باشگاه فوتبال المپیک مارسی     |
| ۲۲    | دروازه‌بان | پل اوانز*             | ۲۸ دسامبر ۱۹۷۳ (۲۴ سال)  | ۰           | Supersport United              |
| ۲۳    | دروازه‌بان | سیمون گاپین*          | ۲۶ دسامبر ۱۹۷۰ (۲۷ سال)  | ۱           | Bloemfontein Celtic            |

## گروه D

### بلغارستان
سرمربی: هریستو بونو
| شماره | جایگاه    | بازیکن                 | تاریخ تولد/سن            | بازی‌های ملی | باشگاه                         |
| ----- | --------- | ---------------------- | ------------------------ | ----------- | ------------------------------ |
| ۱     | دروازه‌بان | زدراوکو زدراوکوف       | ۴ اکتبر ۱۹۷۰ (۲۷ سال)    | ۱۶          | باشگاه ورزشی استانبول‌اسپور     |
| ۲     | مدافع     | رادوستین کیشیشف        | ۳۰ ژوئیه ۱۹۷۴ (۲۳ سال)   | ۲۲          | باشگاه فوتبال لیتکس لووچ       |
| ۳     | مدافع     | تریفن ایوانف (کاپیتان) | ۲۷ ژوئیه ۱۹۶۵ (۳۲ سال)   | ۷۲          | باشگاه فوتبال زسکا صوفیه       |
| ۴     | مدافع     | ایوایلو پتکوف          | ۲۴ مارس ۱۹۷۶ (۲۲ سال)    | ۱۰          | باشگاه فوتبال لیتکس لووچ       |
| ۵     | هافبک     | ایوایلو یوردانوف       | ۲۲ آوریل ۱۹۶۸ (۳۰ سال)   | ۳۸          | باشگاه فوتبال اسپورتینگ پرتغال |
| ۶     | هافبک     | زلاتکو یانکوف          | ۷ ژوئن ۱۹۶۶ (۳۲ سال)     | ۶۷          | باشگاه فوتبال بشیکتاش          |
| ۷     | مهاجم     | امیل کوستادینف         | ۱۲ اوت ۱۹۶۷ (۳۰ سال)     | ۶۷          | باشگاه فوتبال زسکا صوفیه       |
| ۸     | مهاجم     | هریستو استویچکوف       | ۸ فوریه ۱۹۶۶ (۳۲ سال)    | ۷۰          | باشگاه فوتبال زسکا صوفیه       |
| ۹     | مهاجم     | لوبوسلاو پنو           | ۳۱ اوت ۱۹۶۶ (۳۱ سال)     | ۵۸          | باشگاه فوتبال کامپوستلا        |
| ۱۰    | هافبک     | کراسیمیر بالاکوف       | ۲۹ مارس ۱۹۶۶ (۳۲ سال)    | ۶۶          | باشگاه فوتبال اشتوتگارت        |
| ۱۱    | هافبک     | ایلیان ایلیف           | ۲ ژوئیه ۱۹۶۸ (۲۹ سال)    | ۱۵          | باشگاه فوتبال بورسااسپور       |
| ۱۲    | دروازه‌بان | بوریسلاف میهایلوف      | ۱۲ فوریه ۱۹۶۳ (۳۵ سال)   | ۹۶          | Slavia Sofia                   |
| ۱۳    | مدافع     | گوشو جینچو             | ۲ دسامبر ۱۹۶۹ (۲۸ سال)   | ۱۵          | باشگاه فوتبال آنتالیااسپور     |
| ۱۴    | هافبک     | ماریان خریستوف         | ۲۹ ژوئیه ۱۹۷۳ (۲۴ سال)   | ۹           | باشگاه فوتبال کایزرسلاوترن     |
| ۱۵    | مدافع     | ادلبرت زفیرو           | ۲۹ سپتامبر ۱۹۶۹ (۲۸ سال) | ۶           | باشگاه فوتبال آرمینیا بیله‌فلد  |
| ۱۶    | هافبک     | آناتولی ننکف           | ۱۵ ژوئیه ۱۹۶۹ (۲۸ سال)   | ۱۵          | باشگاه فوتبال لوکوموتیو صوفیه  |
| ۱۷    | هافبک     | استویچو استویلاو       | ۱۵ اکتبر ۱۹۷۱ (۲۶ سال)   | ۱           | باشگاه فوتبال لیتکس لووچ       |
| ۱۸    | هافبک     | دانیل بوریمیروف        | ۱۵ ژانویه ۱۹۷۰ (۲۸ سال)  | ۳۶          | باشگاه فوتبال مونیخ ۱۸۶۰       |
| ۱۹    | مهاجم     | جورجی بچو              | ۱۸ آوریل ۱۹۷۷ (۲۱ سال)   | ۴           | Slavia Sofia                   |
| ۲۰    | مهاجم     | گیورگی ایوانوف         | ۲ ژوئیه ۱۹۷۶ (۲۱ سال)    | ۴           | باشگاه فوتبال لفسکی صوفیه      |
| ۲۱    | مدافع     | روسن کیریلوف           | ۴ ژانویه ۱۹۷۳ (۲۵ سال)   | ۳           | باشگاه فوتبال لیتکس لووچ       |
| ۲۲    | هافبک     | میلن پتکوو             | ۱۲ ژانویه ۱۹۷۴ (۲۴ سال)  | ۵           | باشگاه فوتبال زسکا صوفیه       |

### نیجریه
سرمربی:  بورا میلوتینوویچ
| شماره | جایگاه    | بازیکن                  | تاریخ تولد/سن            | بازی‌های ملی | باشگاه                             |
| ----- | --------- | ----------------------- | ------------------------ | ----------- | ---------------------------------- |
| ۱     | دروازه‌بان | پیتر روفایی             | ۲۴ اوت ۱۹۶۳ (۳۴ سال)     | ۴۵          | باشگاه فوتبال دپورتیوو لاکرونیا    |
| ۲     | مدافع     | موبی اوپاراکو           | ۱ دسامبر ۱۹۷۶ (۲۱ سال)   | ۳           | Kapellen                           |
| ۳     | مدافع     | کلستین بابایارو         | ۲۹ اوت ۱۹۷۸ (۱۹ سال)     | ۶           | باشگاه فوتبال چلسی                 |
| ۴     | مهاجم     | نوانکو کانو             | ۱ اوت ۱۹۷۶ (۲۱ سال)      | ۷           | باشگاه فوتبال اینتر میلان          |
| ۵     | مدافع     | اوچه اوکچوکوو (کاپیتان) | ۲۷ سپتامبر ۱۹۶۷ (۳۰ سال) | ۴۱          | باشگاه فوتبال فنرباغچه             |
| ۶     | مدافع     | تاریبو وست              | ۲۶ مارس ۱۹۷۴ (۲۴ سال)    | ۸           | باشگاه فوتبال اینتر میلان          |
| ۷     | هافبک     | فینیدی جرج              | ۱۵ آوریل ۱۹۷۱ (۲۷ سال)   | ۳۶          | باشگاه فوتبال رئال بتیس            |
| ۸     | هافبک     | موتیو آدیپوجو           | ۲۲ دسامبر ۱۹۷۰ (۲۷ سال)  | ۳۵          | باشگاه فوتبال رئال سوسیداد         |
| ۹     | مهاجم     | رشیدی یکینی             | ۲۳ اکتبر ۱۹۶۳ (۳۴ سال)   | ۶۳          | باشگاه فوتبال زوریخ                |
| ۱۰    | هافبک     | جی-جی اوکوچا            | ۱۴ اوت ۱۹۷۳ (۲۴ سال)     | ۲۶          | باشگاه فوتبال فنرباغچه             |
| ۱۱    | هافبک     | گاربا لاوال             | ۲۲ مه ۱۹۷۴ (۲۴ سال)      | ۳           | باشگاه فوتبال رودا جی‌سی کرکراد     |
| ۱۲    | دروازه‌بان | ویلیام اوکپارا          | ۷ مه ۱۹۶۸ (۳۰ سال)       | ۵           | Orlando Pirates                    |
| ۱۳    | هافبک     | تیجانی بابانگیدا        | ۲۵ سپتامبر ۱۹۷۳ (۲۴ سال) | ۴           | باشگاه فوتبال آژاکس آمستردام       |
| ۱۴    | مهاجم     | دنیل آموکاچی            | ۳۰ دسامبر ۱۹۷۲ (۲۵ سال)  | ۴۳          | باشگاه فوتبال بشیکتاش              |
| ۱۵    | هافبک     | ساندی اولیسه            | ۱۴ سپتامبر ۱۹۷۴ (۲۳ سال) | ۲۲          | باشگاه فوتبال آژاکس آمستردام       |
| ۱۶    | مدافع     | اوچه اوکافور            | ۸ اوت ۱۹۶۷ (۳۰ سال)      | ۳۳          | باشگاه فوتبال اسپورتینگ کانزاس‌سیتی |
| ۱۷    | مدافع     | اوگوستین اگواووئن       | ۱۹ اوت ۱۹۶۵ (۳۲ سال)     | ۵۲          | باشگاه فوتبال تورپدو مسکو          |
| ۱۸    | هافبک     | ویلسون اوروما           | ۳۰ دسامبر ۱۹۷۶ (۲۱ سال)  | ۴           | باشگاه فوتبال لن                   |
| ۱۹    | مدافع     | بندیکت ایروها           | ۲۹ نوامبر ۱۹۶۹ (۲۸ سال)  | ۳۳          | باشگاه فوتبال الچه                 |
| ۲۰    | مهاجم     | ویکتور ایکپبا           | ۱۲ ژوئن ۱۹۷۳ (۲۴ سال)    | ۱۵          | باشگاه فوتبال موناکو               |
| ۲۱    | مدافع     | گادوین اوکپارا          | ۲۰ سپتامبر ۱۹۷۲ (۲۵ سال) | ۶           | باشگاه فوتبال استراسبورگ           |
| ۲۲    | دروازه‌بان | آبیدن برووا             | ۱۶ نوامبر ۱۹۷۴ (۲۳ سال)  | ۳           | باشگاه فوتبال سیون                 |

### پاراگوئه
سرمربی:  پائولو سزار کارپجیانی
| شماره | جایگاه    | بازیکن                       | تاریخ تولد/سن            | بازی‌های ملی | باشگاه                           |
| ----- | --------- | ---------------------------- | ------------------------ | ----------- | -------------------------------- |
| ۱     | دروازه‌بان | خوزه لوئیس چیلاورت (کاپیتان) | ۲۷ ژوئیه ۱۹۶۵ (۳۲ سال)   | ۴۰          | باشگاه فوتبال ولز سارسفیلد       |
| ۲     | مدافع     | فرانسیسکو آرسه               | ۲ آوریل ۱۹۷۱ (۲۷ سال)    | ۲۸          | باشگاه فوتبال پالمیراس           |
| ۳     | مدافع     | کاتالینو ریبارولا            | ۳۰ آوریل ۱۹۶۵ (۳۳ سال)   | ۴۹          | باشگاه فوتبال گرمیو              |
| ۴     | مدافع     | کارلوس گامارا                | ۱۷ فوریه ۱۹۷۱ (۲۷ سال)   | ۴۸          | باشگاه فوتبال کورینتیانس         |
| ۵     | مدافع     | سلسو آیالا                   | ۲۰ اوت ۱۹۷۰ (۲۷ سال)     | ۴۲          | باشگاه فوتبال ریور پلاته         |
| ۶     | مدافع     | ادگار آگیلرا                 | ۲۸ ژوئیه ۱۹۷۵ (۲۲ سال)   | ۱           | Cerro Corá                       |
| ۷     | هافبک     | هولیو سزار جیگروس            | ۳۱ ژانویه ۱۹۷۱ (۲۷ سال)  | ۶           | باشگاه فوتبال کروز آزول          |
| ۸     | مهاجم     | آریستیدس روهاس               | ۱۲ اوت ۱۹۶۸ (۲۹ سال)     | ۵           | Unión de Santa Fe                |
| ۹     | مهاجم     | خوزه کاردوسو                 | ۱۹ مارس ۱۹۷۱ (۲۷ سال)    | ۱۲          | باشگاه فوتبال دپورتیوو تولوکا    |
| ۱۰    | هافبک     | روبرتو آکونیا                | ۲۵ مارس ۱۹۷۲ (۲۶ سال)    | ۴۰          | باشگاه فوتبال رئال ساراگوسا      |
| ۱۱    | مدافع     | پدرو سارابیا                 | ۵ ژوئیه ۱۹۷۵ (۲۲ سال)    | ۲۰          | باشگاه فوتبال ریور پلاته         |
| ۱۲    | دروازه‌بان | دانیلو اسوال                 | ۱۵ سپتامبر ۱۹۷۵ (۲۲ سال) | ۳           | Unión de Santa Fe                |
| ۱۳    | هافبک     | کارلوس اومبرتو پاردس         | ۱۶ ژوئیه ۱۹۷۶ (۲۱ سال)   | ۳           | باشگاه ورزشی الیمپیا             |
| ۱۴    | مدافع     | ریکاردو ایسمائیل روهاس       | ۲۶ ژانویه ۱۹۷۱ (۲۷ سال)  | ۶           | باشگاه فوتبال استودیانتس         |
| ۱۵    | مهاجم     | میگل آنخل بنیتز              | ۱۹ مه ۱۹۷۰ (۲۸ سال)      | ۳۲          | باشگاه فوتبال اسپانیول           |
| ۱۶    | هافبک     | خولیو سزار انسیسو            | ۵ اوت ۱۹۷۴ (۲۳ سال)      | ۴           | باشگاه ورزشی اینترناسیونال       |
| ۱۷    | مهاجم     | اوگو بریزوئلا                | ۸ فوریه ۱۹۷۰ (۲۸ سال)    | ۱۱          | باشگاه فوتبال آرژانتینوس جونیورز |
| ۱۸    | مهاجم     | سیزار آگوستو رامیرز          | ۲۱ مارس ۱۹۷۷ (۲۱ سال)    | ۳           | باشگاه فوتبال اسپورتینگ پرتغال   |
| ۱۹    | هافبک     | کارلوس مورالز سانتوس         | ۴ نوامبر ۱۹۶۸ (۲۹ سال)   | ۰           | Gimnasia de Jujuy                |
| ۲۰    | مدافع     | دنیس کانیزا                  | ۲۹ اوت ۱۹۷۴ (۲۳ سال)     | ۸           | باشگاه ورزشی الیمپیا             |
| ۲۱    | هافبک     | جورج لوییس کمپس              | ۱۱ اوت ۱۹۷۰ (۲۷ سال)     | ۱۰          | باشگاه فوتبال بیجینگ گوان        |
| ۲۲    | دروازه‌بان | روبن روییز دیاز              | ۱۱ نوامبر ۱۹۶۹ (۲۸ سال)  | ۱۲          | باشگاه فوتبال مونتری             |

### اسپانیا
سرمربی: خاویر کلمنته
| شماره | جایگاه    | بازیکن                     | تاریخ تولد/سن            | بازی‌های ملی | باشگاه                       |
| ----- | --------- | -------------------------- | ------------------------ | ----------- | ---------------------------- |
| ۱     | دروازه‌بان | آندونی زوبیزارتا (کاپیتان) | ۲۳ اکتبر ۱۹۶۱ (۳۶ سال)   | ۱۲۳         | باشگاه فوتبال والنسیا        |
| ۲     | مدافع     | آلبرت فرر                  | ۶ ژوئن ۱۹۷۰ (۲۸ سال)     | ۳۴          | باشگاه فوتبال بارسلونا       |
| ۳     | مدافع     | آگوستین آرانزابال          | ۱۵ مارس ۱۹۷۳ (۲۵ سال)    | ۶           | باشگاه فوتبال رئال سوسیداد   |
| ۴     | مدافع     | رافائل آلکورتا             | ۱۶ سپتامبر ۱۹۶۸ (۲۹ سال) | ۴۸          | باشگاه فوتبال اتلتیک بیلبائو |
| ۵     | مدافع     | آبلاردو فرناندز            | ۱۹ مارس ۱۹۷۰ (۲۸ سال)    | ۴۰          | باشگاه فوتبال بارسلونا       |
| ۶     | مدافع     | فرناندو ئیه‌رو              | ۲۳ مارس ۱۹۶۸ (۳۰ سال)    | ۵۵          | باشگاه فوتبال رئال مادرید    |
| ۷     | مهاجم     | فرناندو مورینتس            | ۵ آوریل ۱۹۷۶ (۲۲ سال)    | ۲           | باشگاه فوتبال رئال مادرید    |
| ۸     | هافبک     | خولن گوئررو                | ۷ ژانویه ۱۹۷۴ (۲۴ سال)   | ۳۱          | باشگاه فوتبال اتلتیک بیلبائو |
| ۹     | مهاجم     | خوان آنتونیو پیزی          | ۷ ژوئن ۱۹۶۸ (۳۰ سال)     | ۲۱          | باشگاه فوتبال بارسلونا       |
| ۱۰    | مهاجم     | رائول                      | ۲۷ ژوئن ۱۹۷۷ (۲۰ سال)    | ۱۳          | باشگاه فوتبال رئال مادرید    |
| ۱۱    | مهاجم     | آلفونسو پرز                | ۲۶ سپتامبر ۱۹۷۲ (۲۵ سال) | ۲۶          | باشگاه فوتبال رئال بتیس      |
| ۱۲    | مدافع     | سرجی بارخوان               | ۲۸ دسامبر ۱۹۷۱ (۲۶ سال)  | ۳۳          | باشگاه فوتبال بارسلونا       |
| ۱۳    | دروازه‌بان | سانتیاگو کانیایزارس        | ۱۸ دسامبر ۱۹۶۹ (۲۸ سال)  | ۱۰          | باشگاه فوتبال رئال مادرید    |
| ۱۴    | مدافع     | ایوان کمپو                 | ۲۱ فوریه ۱۹۷۴ (۲۴ سال)   | ۲           | باشگاه فوتبال رئال مایورکا   |
| ۱۵    | مدافع     | کارلوس اگیلرا              | ۲۲ مه ۱۹۶۹ (۲۹ سال)      | ۴           | باشگاه فوتبال اتلتیکو مادرید |
| ۱۶    | هافبک     | آلبرت سلادس                | ۲۹ سپتامبر ۱۹۷۵ (۲۲ سال) | ۱           | باشگاه فوتبال بارسلونا       |
| ۱۷    | هافبک     | خوسبا اچبریا               | ۵ سپتامبر ۱۹۷۷ (۲۰ سال)  | ۴           | باشگاه فوتبال اتلتیک بیلبائو |
| ۱۸    | هافبک     | گیلرمو آمور                | ۴ دسامبر ۱۹۶۷ (۳۰ سال)   | ۳۳          | باشگاه فوتبال بارسلونا       |
| ۱۹    | مهاجم     | کیکو                       | ۲۶ آوریل ۱۹۷۲ (۲۶ سال)   | ۲۱          | باشگاه فوتبال اتلتیکو مادرید |
| ۲۰    | مدافع     | میگل آنخل نادال            | ۲۸ ژوئیه ۱۹۶۶ (۳۱ سال)   | ۴۳          | باشگاه فوتبال بارسلونا       |
| ۲۱    | هافبک     | لوییس انریکه               | ۸ مه ۱۹۷۰ (۲۸ سال)       | ۳۵          | باشگاه فوتبال بارسلونا       |
| ۲۲    | دروازه‌بان | خوزه فرانسیسکو مولینا      | ۸ اوت ۱۹۷۰ (۲۷ سال)      | ۱           | باشگاه فوتبال اتلتیکو مادرید |

## گروه E

### بلژیک
سرمربی: ژرژ لیکنز
| شماره | جایگاه    | بازیکن                      | تاریخ تولد/سن            | بازی‌های ملی | باشگاه                        |
| ----- | --------- | --------------------------- | ------------------------ | ----------- | ----------------------------- |
| ۱     | دروازه‌بان | فیلیپ د ویلده               | ۵ ژوئیه ۱۹۶۴ (۳۳ سال)    | ۲۵          | باشگاه فوتبال اندرلشت         |
| ۲     | مدافع     | برتراند کراسون              | ۵ اکتبر ۱۹۷۱ (۲۶ سال)    | ۱۹          | باشگاه فوتبال ناپولی          |
| ۳     | مدافع     | لورنزو استیلنس              | ۳۰ آوریل ۱۹۶۴ (۳۴ سال)   | ۵۲          | باشگاه فوتبال کلوب بروژ       |
| ۴     | مدافع     | گوردان ویدوویچ              | ۲۳ ژوئن ۱۹۶۸ (۲۹ سال)    | ۱۱          | Mouscron                      |
| ۵     | مدافع     | ویتال بورکلمانس             | ۱ ژوئن ۱۹۶۳ (۳۵ سال)     | ۲۲          | باشگاه فوتبال کلوب بروژ       |
| ۶     | هافبک     | فرانکی فن در الست (کاپیتان) | ۳۰ آوریل ۱۹۶۱ (۳۷ سال)   | ۸۶          | باشگاه فوتبال کلوب بروژ       |
| ۷     | هافبک     | مارک ویلموتس                | ۲۲ فوریه ۱۹۶۹ (۲۹ سال)   | ۳۷          | باشگاه فوتبال شالکه ۰۴        |
| ۸     | مهاجم     | لوئیس الیویرا باراسو        | ۲۴ مارس ۱۹۶۹ (۲۹ سال)    | ۲۹          | باشگاه فوتبال فیورنتینا       |
| ۹     | مهاجم     | امبو امپنزا                 | ۴ دسامبر ۱۹۷۶ (۲۱ سال)   | ۸           | باشگاه فوتبال استاندارد لیژ   |
| ۱۰    | مهاجم     | لوک نیلیس                   | ۲۵ مه ۱۹۶۷ (۳۱ سال)      | ۵۱          | باشگاه فوتبال پی‌اس‌وی آیندهوون |
| ۱۱    | هافبک     | نیکو فان کرکهوفن            | ۱۴ دسامبر ۱۹۷۰ (۲۷ سال)  | ۱۷          | باشگاه فوتبال لیرسه           |
| ۱۲    | دروازه‌بان | فیلیپ وند وال               | ۲۲ دسامبر ۱۹۶۱ (۳۶ سال)  | ۴           | Eendracht Aalst               |
| ۱۳    | دروازه‌بان | دنی ورلیندن                 | ۱۵ اوت ۱۹۶۳ (۳۴ سال)     | ۱           | باشگاه فوتبال کلوب بروژ       |
| ۱۴    | هافبک     | انزو شیفو                   | ۱۹ فوریه ۱۹۶۶ (۳۲ سال)   | ۸۴          | باشگاه فوتبال اندرلشت         |
| ۱۵    | هافبک     | فیلیپه کلمنت                | ۲۲ مارس ۱۹۷۴ (۲۴ سال)    | ۸           | باشگاه فوتبال خنک             |
| ۱۶    | مدافع     | گلن د بوئک                  | ۲۲ اوت ۱۹۷۱ (۲۶ سال)     | ۱۲          | باشگاه فوتبال اندرلشت         |
| ۱۷    | مدافع     | مایک وسترتن                 | ۱۲ اوت ۱۹۶۷ (۳۰ سال)     | ۶           | Germinal Ekeren               |
| ۱۸    | مهاجم     | گرت فرهین                   | ۲۰ سپتامبر ۱۹۷۰ (۲۷ سال) | ۱۷          | باشگاه فوتبال کلوب بروژ       |
| ۱۹    | مدافع     | اریک فان میر                | ۲۸ فوریه ۱۹۶۸ (۳۰ سال)   | ۱۴          | باشگاه فوتبال لیرسه           |
| ۲۰    | مهاجم     | امیل امپنزا                 | ۴ ژوئیه ۱۹۷۸ (۱۹ سال)    | ۱۳          | باشگاه فوتبال استاندارد لیژ   |
| ۲۱    | هافبک     | دنی بوفین                   | ۱۰ ژوئیه ۱۹۶۵ (۳۲ سال)   | ۴۰          | باشگاه فوتبال مس              |
| ۲۲    | مدافع     | اریک دفلاندر                | ۲ اوت ۱۹۷۳ (۲۴ سال)      | ۱۲          | باشگاه فوتبال کلوب بروژ       |

### مکزیک
سرمربی: مانوئل لاپوئنته
| شماره | جایگاه    | بازیکن                       | تاریخ تولد/سن            | بازی‌های ملی | باشگاه                        |
| ----- | --------- | ---------------------------- | ------------------------ | ----------- | ----------------------------- |
| ۱     | دروازه‌بان | خورخه کامپوس                 | ۱۵ اکتبر ۱۹۶۶ (۳۱ سال)   | ۱۰۶         | شیکاگو فایر                   |
| ۲     | مدافع     | کلودیو سوارز                 | ۱۷ دسامبر ۱۹۶۸ (۲۹ سال)  | ۱۲۱         | باشگاه فوتبال گوادالاخارا     |
| ۳     | مدافع     | جول سانچز                    | ۱۷ اوت ۱۹۷۴ (۲۳ سال)     | ۲۰          | باشگاه فوتبال گوادالاخارا     |
| ۴     | هافبک     | گرمان ویا                    | ۲ آوریل ۱۹۷۳ (۲۵ سال)    | ۳۶          | باشگاه فوتبال آمریکا          |
| ۵     | مدافع     | دویلیو دافینو                | ۲۱ مارس ۱۹۷۶ (۲۲ سال)    | ۴۸          | باشگاه فوتبال آمریکا          |
| ۶     | هافبک     | مارسلینو برنال               | ۲۷ مه ۱۹۶۲ (۳۶ سال)      | ۷۲          | باشگاه فوتبال مونتری          |
| ۷     | هافبک     | رامون رامیرس                 | ۵ دسامبر ۱۹۶۹ (۲۸ سال)   | ۹۲          | باشگاه فوتبال گوادالاخارا     |
| ۸     | هافبک     | آلبرتو گارسیا آسپه (کاپیتان) | ۱۱ مه ۱۹۶۷ (۳۱ سال)      | ۸۲          | باشگاه فوتبال آمریکا          |
| ۹     | مهاجم     | ریکاردو پلائز                | ۱۴ مارس ۱۹۶۳ (۳۵ سال)    | ۴۱          | باشگاه فوتبال آمریکا          |
| ۱۰    | مهاجم     | لوئیز گارسیا                 | ۱ ژوئن ۱۹۶۹ (۲۹ سال)     | ۸۹          | Atlante                       |
| ۱۱    | مهاجم     | کواوتموک بلانکو              | ۱۷ ژانویه ۱۹۷۳ (۲۵ سال)  | ۴۲          | Necaxa                        |
| ۱۲    | دروازه‌بان | اوسوالدو سانچز               | ۲۱ سپتامبر ۱۹۷۳ (۲۴ سال) | ۹           | باشگاه فوتبال آمریکا          |
| ۱۳    | هافبک     | پاول پاردو                   | ۲۶ ژوئیه ۱۹۷۶ (۲۱ سال)   | ۴۳          | باشگاه فوتبال اطلس            |
| ۱۴    | هافبک     | رائول لارا                   | ۲۸ فوریه ۱۹۷۳ (۲۵ سال)   | ۲۴          | باشگاه فوتبال آمریکا          |
| ۱۵    | مهاجم     | لوئیس هرناندز                | ۲۲ دسامبر ۱۹۶۸ (۲۹ سال)  | ۴۶          | Necaxa                        |
| ۱۶    | مدافع     | ایساک تراساس                 | ۱۷ آوریل ۱۹۷۵ (۲۳ سال)   | ۷           | باشگاه فوتبال آمریکا          |
| ۱۷    | مهاجم     | فرانسیسکو پالنسیا            | ۲۸ آوریل ۱۹۷۳ (۲۵ سال)   | ۲۷          | باشگاه فوتبال کروز آزول       |
| ۱۸    | مدافع     | سالوادور کارمونا             | ۲۲ اوت ۱۹۷۵ (۲۲ سال)     | ۱۶          | باشگاه فوتبال دپورتیوو تولوکا |
| ۱۹    | هافبک     | برائولیو لونا                | ۸ سپتامبر ۱۹۷۴ (۲۳ سال)  | ۱۵          | UNAM Pumas                    |
| ۲۰    | هافبک     | هایمی اوردیالز               | ۲۳ دسامبر ۱۹۶۲ (۳۵ سال)  | ۲۱          | باشگاه فوتبال دپورتیوو تولوکا |
| ۲۱    | هافبک     | خسوس آریانو                  | ۸ مه ۱۹۷۳ (۲۵ سال)       | ۷           | باشگاه فوتبال گوادالاخارا     |
| ۲۲    | دروازه‌بان | اسکار پرز رویاس              | ۱ فوریه ۱۹۷۳ (۲۵ سال)    | ۸           | باشگاه فوتبال کروز آزول       |

### هلند
سرمربی: گاس هیدینک
| شماره | جایگاه    | بازیکن                  | تاریخ تولد/سن           | بازی‌های ملی | باشگاه                        |
| ----- | --------- | ----------------------- | ----------------------- | ----------- | ----------------------------- |
| ۱     | دروازه‌بان | ادوین فن در سار         | ۲۹ اکتبر ۱۹۷۰ (۲۷ سال)  | ۲۵          | باشگاه فوتبال آژاکس آمستردام  |
| ۲     | مدافع     | مایکل ریزیگر            | ۳ مه ۱۹۷۳ (۲۵ سال)      | ۲۶          | باشگاه فوتبال بارسلونا        |
| ۳     | مدافع     | یاپ استام               | ۱۷ ژوئیه ۱۹۷۲ (۲۵ سال)  | ۱۴          | باشگاه فوتبال پی‌اس‌وی آیندهوون |
| ۴     | مدافع     | فرانک دی بوئر (کاپیتان) | ۱۵ مه ۱۹۷۰ (۲۸ سال)     | ۵۵          | باشگاه فوتبال آژاکس آمستردام  |
| ۵     | مدافع     | آرتور نومن              | ۱۴ دسامبر ۱۹۶۹ (۲۸ سال) | ۲۹          | باشگاه فوتبال پی‌اس‌وی آیندهوون |
| ۶     | هافبک     | ویم یونک                | ۱۲ اکتبر ۱۹۶۶ (۳۱ سال)  | ۴۲          | باشگاه فوتبال پی‌اس‌وی آیندهوون |
| ۷     | هافبک     | رونالد دی بوئر          | ۱۵ مه ۱۹۷۰ (۲۸ سال)     | ۴۱          | باشگاه فوتبال آژاکس آمستردام  |
| ۸     | مهاجم     | دنیس برکمپ              | ۱۰ مه ۱۹۶۹ (۲۹ سال)     | ۵۷          | باشگاه فوتبال آرسنال          |
| ۹     | مهاجم     | پاتریک کلایورت          | ۱ ژوئیه ۱۹۷۶ (۲۱ سال)   | ۱۹          | باشگاه فوتبال آ.ث. میلان      |
| ۱۰    | هافبک     | کلارنس سیدورف           | ۱ آوریل ۱۹۷۶ (۲۲ سال)   | ۳۱          | باشگاه فوتبال رئال مادرید     |
| ۱۱    | هافبک     | فیلیپ کوکو              | ۲۹ اکتبر ۱۹۷۰ (۲۷ سال)  | ۲۰          | باشگاه فوتبال پی‌اس‌وی آیندهوون |
| ۱۲    | هافبک     | بودوین زندن             | ۱۵ اوت ۱۹۷۶ (۲۱ سال)    | ۶           | باشگاه فوتبال پی‌اس‌وی آیندهوون |
| ۱۳    | مدافع     | آندره اویر              | ۱۱ ژوئیه ۱۹۷۴ (۲۳ سال)  | ۰           | باشگاه فوتبال پی‌اس‌وی آیندهوون |
| ۱۴    | هافبک     | مارک اورمارس            | ۲۹ مارس ۱۹۷۳ (۲۵ سال)   | ۴۰          | باشگاه فوتبال آرسنال          |
| ۱۵    | مدافع     | وینستون بوگارد          | ۲۲ اکتبر ۱۹۷۰ (۲۷ سال)  | ۱۴          | باشگاه فوتبال بارسلونا        |
| ۱۶    | هافبک     | ادگار داویدس            | ۱۳ مارس ۱۹۷۳ (۲۵ سال)   | ۱۲          | باشگاه فوتبال یوونتوس         |
| ۱۷    | مهاجم     | پیر فن هویدونک          | ۲۹ نوامبر ۱۹۶۹ (۲۸ سال) | ۱۲          | باشگاه فوتبال ناتینگهام فارست |
| ۱۸    | دروازه‌بان | اد دی گوی               | ۲۰ دسامبر ۱۹۶۶ (۳۱ سال) | ۳۱          | باشگاه فوتبال چلسی            |
| ۱۹    | هافبک     | جووانی فن برونکهورست    | ۵ فوریه ۱۹۷۵ (۲۳ سال)   | ۸           | باشگاه فوتبال فاینورد         |
| ۲۰    | هافبک     | آرون وینتر              | ۱ مارس ۱۹۶۷ (۳۱ سال)    | ۷۲          | باشگاه فوتبال اینتر میلان     |
| ۲۱    | مهاجم     | جیمی فلوید هاسلبنک      | ۲۷ مارس ۱۹۷۲ (۲۶ سال)   | ۳           | باشگاه فوتبال لیدز یونایتد    |
| ۲۲    | دروازه‌بان | رود هسپ                 | ۳۱ اکتبر ۱۹۶۵ (۳۲ سال)  | ۰           | باشگاه فوتبال بارسلونا        |

### کره جنوبی
سرمربی:  چا بوم-کون (پس از دو بازی اخراج و برای بازی آخر  کیم پیونگ-سوک جایگزین او شد)
| شماره | جایگاه    | بازیکن                 | تاریخ تولد/سن            | بازی‌های ملی | باشگاه                       |
| ----- | --------- | ---------------------- | ------------------------ | ----------- | ---------------------------- |
| ۱     | دروازه‌بان | کیم بیانگ جی           | ۸ آوریل ۱۹۷۰ (۲۸ سال)    | ۳۴          | باشگاه فوتبال اولسان هیوندای |
| ۲     | هافبک     | چوی سونگ-یونگ          | ۲۵ دسامبر ۱۹۷۵ (۲۲ سال)  | ۲۷          | Sangmu                       |
| ۳     | مدافع     | لی لیم سینگ            | ۱۸ نوامبر ۱۹۷۱ (۲۶ سال)  | ۱۷          | باشگاه فوتبال ججو یونایتد    |
| ۴     | مدافع     | چوی یونگ-ایل (کاپیتان) | ۲۵ آوریل ۱۹۶۶ (۳۲ سال)   | ۵۴          | باشگاه فوتبال بوسان ای‌پارک   |
| ۵     | مدافع     | لی مین-سونگ            | ۲۳ ژوئن ۱۹۷۳ (۲۴ سال)    | ۲۹          | باشگاه فوتبال بوسان ای‌پارک   |
| ۶     | مدافع     | یو سانگ-چول            | ۱۸ اکتبر ۱۹۷۱ (۲۶ سال)   | ۵۷          | باشگاه فوتبال اولسان هیوندای |
| ۷     | هافبک     | کیم دو-کن              | ۲ مارس ۱۹۷۲ (۲۶ سال)     | ۱۳          | باشگاه فوتبال چونام دراگونز  |
| ۸     | هافبک     | نو جونگ-یون            | ۲۸ مارس ۱۹۷۱ (۲۷ سال)    | ۳۶          | باشگاه فوتبال ناک بردا       |
| ۹     | مهاجم     | کیم دو-هون             | ۲۱ ژوئیه ۱۹۷۰ (۲۷ سال)   | ۳۷          | باشگاه فوتبال ویسل کوبه      |
| ۱۰    | مهاجم     | چوی یونگ-سو            | ۱۰ سپتامبر ۱۹۷۳ (۲۴ سال) | ۳۳          | Sangmu                       |
| ۱۱    | مهاجم     | سو جونگ-وون            | ۱۷ دسامبر ۱۹۷۰ (۲۷ سال)  | ۷۳          | باشگاه فوتبال استراسبورگ     |
| ۱۲    | مدافع     | لی سنگ هان             | ۱۱ اکتبر ۱۹۷۵ (۲۲ سال)   | ۱۳          | باشگاه فوتبال سئول           |
| ۱۳    | مدافع     | کیم تی یانگ            | ۸ نوامبر ۱۹۷۰ (۲۷ سال)   | ۳۵          | باشگاه فوتبال چونام دراگونز  |
| ۱۴    | هافبک     | کو جونگ-سو             | ۳۰ اکتبر ۱۹۷۸ (۱۹ سال)   | ۲۲          | باشگاه فوتبال سوون سامسونگ   |
| ۱۵    | هافبک     | لی سانگ-یون            | ۱۰ آوریل ۱۹۶۹ (۲۹ سال)   | ۲۸          | باشگاه فوتبال سئونگنام       |
| ۱۶    | مدافع     | جانگ هیانگ سیاک        | ۷ ژوئیه ۱۹۷۲ (۲۵ سال)    | ۷           | باشگاه فوتبال اولسان هیوندای |
| ۱۷    | هافبک     | ها سوک-جو              | ۲۰ فوریه ۱۹۶۸ (۳۰ سال)   | ۸۲          | باشگاه فوتبال سرزو اوساکا    |
| ۱۸    | مهاجم     | هوانگ سان-هونگ         | ۱۴ ژوئیه ۱۹۶۸ (۲۹ سال)   | ۷۸          | باشگاه فوتبال پوهانگ استیلرز |
| ۱۹    | مدافع     | جانگ دی آیل            | ۹ مارس ۱۹۷۵ (۲۳ سال)     | ۱۴          | باشگاه فوتبال سئونگنام       |
| ۲۰    | مدافع     | هونگ میونگ-بو          | ۱۲ فوریه ۱۹۶۹ (۲۹ سال)   | ۹۴          | باشگاه فوتبال شونان بلمار    |
| ۲۱    | مهاجم     | لی دونگ-گوک            | ۲۹ آوریل ۱۹۷۹ (۱۹ سال)   | ۰           | باشگاه فوتبال پوهانگ استیلرز |
| ۲۲    | دروازه‌بان | سیو دانگ مایانگ        | ۴ مه ۱۹۷۴ (۲۴ سال)       | ۲۱          | Sangmu                       |

## گروه F

### آلمان
سرمربی: برتی فوگتس
| شماره | جایگاه    | بازیکن                  | تاریخ تولد/سن           | بازی‌های ملی | باشگاه                        |
| ----- | --------- | ----------------------- | ----------------------- | ----------- | ----------------------------- |
| ۱     | دروازه‌بان | آندریاس کوپکه           | ۱۲ مارس ۱۹۶۲ (۳۶ سال)   | ۵۴          | باشگاه فوتبال المپیک مارسی    |
| ۲     | مدافع     | کریستیان وورنس          | ۱۰ مه ۱۹۷۲ (۲۶ سال)     | ۱۷          | باشگاه فوتبال بایر ۰۴ لورکوزن |
| ۳     | مدافع     | یورگ هاینریش            | ۶ دسامبر ۱۹۶۹ (۲۸ سال)  | ۱۵          | باشگاه فوتبال بروسیا دورتموند |
| ۴     | مدافع     | یورگن کولر              | ۶ اکتبر ۱۹۶۵ (۳۲ سال)   | ۱۰۱         | باشگاه فوتبال بروسیا دورتموند |
| ۵     | مدافع     | توماس هلمر              | ۲۱ آوریل ۱۹۶۵ (۳۳ سال)  | ۶۶          | باشگاه فوتبال بایرن مونیخ     |
| ۶     | مدافع     | اولاف تون               | ۱ مه ۱۹۶۶ (۳۲ سال)      | ۴۸          | باشگاه فوتبال شالکه ۰۴        |
| ۷     | هافبک     | اندریاس مولر            | ۲ سپتامبر ۱۹۶۷ (۳۰ سال) | ۷۹          | باشگاه فوتبال بروسیا دورتموند |
| ۸     | مدافع     | لوتار ماتئوس            | ۲۱ مارس ۱۹۶۱ (۳۷ سال)   | ۱۲۵         | باشگاه فوتبال بایرن مونیخ     |
| ۹     | مهاجم     | اولف کیرشتن             | ۴ دسامبر ۱۹۶۵ (۳۲ سال)  | ۳۲*         | باشگاه فوتبال بایر ۰۴ لورکوزن |
| ۱۰    | هافبک     | توماس هسلر              | ۳۰ مه ۱۹۶۶ (۳۲ سال)     | ۹۳          | باشگاه فوتبال کارلسروهه       |
| ۱۱    | مهاجم     | اولاف مارشال            | ۱۹ مارس ۱۹۶۶ (۳۲ سال)   | ۷*          | باشگاه فوتبال کایزرسلاوترن    |
| ۱۲    | دروازه‌بان | الیور کان               | ۱۵ ژوئن ۱۹۶۹ (۲۸ سال)   | ۱۰          | باشگاه فوتبال بایرن مونیخ     |
| ۱۳    | هافبک     | ینس یرمیس               | ۵ مارس ۱۹۷۴ (۲۴ سال)    | ۵           | باشگاه فوتبال مونیخ ۱۸۶۰      |
| ۱۴    | مدافع     | مارکوس بابل             | ۸ سپتامبر ۱۹۷۲ (۲۵ سال) | ۳۰          | باشگاه فوتبال بایرن مونیخ     |
| ۱۵    | هافبک     | اشتفان فرویند           | ۱۹ ژانویه ۱۹۷۰ (۲۸ سال) | ۲۱          | باشگاه فوتبال بروسیا دورتموند |
| ۱۶    | هافبک     | دیتمار هامان            | ۲۷ اوت ۱۹۷۳ (۲۴ سال)    | ۷           | باشگاه فوتبال بایرن مونیخ     |
| ۱۷    | مدافع     | کریستیان سایگه          | ۱ فوریه ۱۹۷۲ (۲۶ سال)   | ۳۷          | باشگاه فوتبال آ.ث. میلان      |
| ۱۸    | مهاجم     | یورگن کلینزمن (کاپیتان) | ۳۰ ژوئیه ۱۹۶۴ (۳۳ سال)  | ۱۰۳         | باشگاه فوتبال تاتنهام هاتسپر  |
| ۱۹    | مدافع     | اشتفان روتر             | ۱۶ اکتبر ۱۹۶۶ (۳۱ سال)  | ۶۸          | باشگاه فوتبال بروسیا دورتموند |
| ۲۰    | مهاجم     | الیور بیرهوف            | ۱ مه ۱۹۶۸ (۳۰ سال)      | ۲۶          | باشگاه فوتبال اودینزه         |
| ۲۱    | مدافع     | میشائل تارنات           | ۲۷ اکتبر ۱۹۶۹ (۲۸ سال)  | ۱۲          | باشگاه فوتبال بایرن مونیخ     |
| ۲۲    | دروازه‌بان | ینس لمان                | ۱۰ نوامبر ۱۹۶۹ (۲۸ سال) | ۲           | باشگاه فوتبال شالکه ۰۴        |

### ایران
سرمربی: جلال طالبی
| شماره | جایگاه    | بازیکن                     | تاریخ تولد/سن            | بازی‌های ملی | باشگاه                        |
| ----- | --------- | -------------------------- | ------------------------ | ----------- | ----------------------------- |
| ۱     | دروازه‌بان | احمدرضا عابدزاده (کاپیتان) | ۲۵ مه ۱۹۶۶ (۳۲ سال)      | ۶۶          | باشگاه فوتبال پرسپولیس        |
| ۲     | هافبک     | مهدی مهدوی‌کیا              | ۲۴ ژوئیه ۱۹۷۷ (۲۰ سال)   | ۲۴          | باشگاه فوتبال پرسپولیس        |
| ۳     | مدافع     | نعیم سعداوی                | ۱۶ ژوئن ۱۹۶۹ (۲۸ سال)    | ۸           | باشگاه فوتبال پرسپولیس        |
| ۴     | مدافع     | محمد خاکپور                | ۲۰ فوریه ۱۹۶۹ (۲۹ سال)   | ۳۷          | باشگاه فوتبال بهمن کرج        |
| ۵     | مدافع     | افشین پیروانی              | ۶ فوریه ۱۹۷۰ (۲۸ سال)    | ۳۷          | باشگاه فوتبال پرسپولیس        |
| ۶     | هافبک     | کریم باقری                 | ۲۰ فوریه ۱۹۷۴ (۲۴ سال)   | ۴۴          | باشگاه فوتبال آرمینیا بیله‌فلد |
| ۷     | هافبک     | علیرضا منصوریان            | ۱۲ دسامبر ۱۹۷۱ (۲۶ سال)  | ۳۳          | باشگاه فوتبال استقلال تهران   |
| ۸     | هافبک     | سیروس دین‌محمدی             | ۲ ژوئیه ۱۹۷۰ (۲۷ سال)    | ۱۶          | باشگاه فوتبال شهرداری تبریز   |
| ۹     | هافبک     | حمید استیلی                | ۱ آوریل ۱۹۶۷ (۳۱ سال)    | ۴۴          | باشگاه فوتبال بهمن کرج        |
| ۱۰    | مهاجم     | علی دایی                   | ۲۱ مارس ۱۹۶۹ (۲۹ سال)    | ۵۰          | باشگاه فوتبال آرمینیا بیله‌فلد |
| ۱۱    | مهاجم     | خداداد عزیزی               | ۲۲ ژوئن ۱۹۷۱ (۲۶ سال)    | ۲۷          | باشگاه فوتبال کلن             |
| ۱۲    | دروازه‌بان | نیما نکیسا                 | ۱ مه ۱۹۷۵ (۲۳ سال)       | ۶           | باشگاه فوتبال پرسپولیس        |
| ۱۳    | مهاجم     | علی لطیفی                  | ۲۰ فوریه ۱۹۷۶ (۲۲ سال)   | ۰           | باشگاه فوتبال بهمن کرج        |
| ۱۴    | مدافع     | نادر محمدخانی              | ۲۳ اوت ۱۹۶۳ (۳۴ سال)     | ۱۶          | باشگاه فوتبال پلی‌اکریل اصفهان |
| ۱۵    | مدافع     | علی‌اکبر استاداسدی          | ۱۷ سپتامبر ۱۹۶۵ (۳۲ سال) | ۲۹          | باشگاه فوتبال ذوب‌آهن اصفهان   |
| ۱۶    | مدافع     | رضا شاهرودی                | ۲۱ فوریه ۱۹۷۲ (۲۶ سال)   | ۳۴          | باشگاه فوتبال پرسپولیس        |
| ۱۷    | مدافع     | جواد زرینچه                | ۲۳ ژوئیه ۱۹۶۶ (۳۱ سال)   | ۵۵          | باشگاه فوتبال استقلال تهران   |
| ۱۸    | هافبک     | ستار همدانی                | ۶ ژوئن ۱۹۷۴ (۲۴ سال)     | ۳           | باشگاه فوتبال بهمن کرج        |
| ۱۹    | مهاجم     | بهنام سراج                 | ۱۹ ژوئن ۱۹۷۱ (۲۶ سال)    | ۰           | باشگاه فوتبال صنعت نفت آبادان |
| ۲۰    | مدافع     | مهدی پاشازاده              | ۲۷ دسامبر ۱۹۷۳ (۲۴ سال)  | ۴           | باشگاه فوتبال استقلال تهران   |
| ۲۱    | هافبک     | مهرداد میناوند             | ۳۰ نوامبر ۱۹۷۵ (۲۲ سال)  | ۲۳          | باشگاه فوتبال پرسپولیس        |
| ۲۲    | دروازه‌بان | پرویز برومند               | ۱۱ سپتامبر ۱۹۷۲ (۲۵ سال) | ۰           | باشگاه فوتبال استقلال تهران   |

### ایالات متحده آمریکا
سرمربی: استیو سمسون
| شماره | جایگاه    | بازیکن               | تاریخ تولد/سن            | بازی‌های ملی | باشگاه                             |
| ----- | --------- | -------------------- | ------------------------ | ----------- | ---------------------------------- |
| ۱     | دروازه‌بان | براد فریدل           | ۱۸ مه ۱۹۷۱ (۲۷ سال)      | ۵۶          | باشگاه فوتبال لیورپول              |
| ۲     | مدافع     | فرانکی هیدوک         | ۵ اوت ۱۹۷۴ (۲۳ سال)      | ۱۱          | Tampa Bay Mutiny                   |
| ۳     | مدافع     | ادی پاپ              | ۲۴ دسامبر ۱۹۷۳ (۲۴ سال)  | ۲۳          | باشگاه فوتبال دی‌سی یونایتد         |
| ۴     | مدافع     | مایک برنس            | ۱۴ سپتامبر ۱۹۷۰ (۲۷ سال) | ۷۳          | نیوانگلند رولوشن                   |
| ۵     | هافبک     | توماس دولی (کاپیتان) | ۵ دسامبر ۱۹۶۱ (۳۶ سال)   | ۷۷          | کلمبوس کرو                         |
| ۶     | مدافع     | دیوید رجیس           | ۲ دسامبر ۱۹۶۸ (۲۹ سال)   | ۲           | باشگاه فوتبال کارلسروهه            |
| ۷     | مهاجم     | روی وگرلی            | ۱۹ مارس ۱۹۶۴ (۳۴ سال)    | ۳۹          | Tampa Bay Mutiny                   |
| ۸     | هافبک     | ارنی استوارت         | ۲۸ مارس ۱۹۶۹ (۲۹ سال)    | ۴۷          | باشگاه فوتبال ناک بردا             |
| ۹     | مهاجم     | جوئه ماکس مور        | ۲۳ فوریه ۱۹۷۱ (۲۷ سال)   | ۶۸          | نیوانگلند رولوشن                   |
| ۱۰    | هافبک     | تب راموس             | ۲۱ سپتامبر ۱۹۶۶ (۳۱ سال) | ۸۰          | باشگاه فوتبال نیویورک رد بولز      |
| ۱۱    | مهاجم     | اریک وینالدا         | ۹ ژوئن ۱۹۶۹ (۲۹ سال)     | ۱۰۰         | باشگاه فوتبال سن‌خوزه ارث‌کوئیکز     |
| ۱۲    | مدافع     | جف آگوس              | ۲ مه ۱۹۶۸ (۳۰ سال)       | ۸۷          | باشگاه فوتبال دی‌سی یونایتد         |
| ۱۳    | هافبک     | کوبی جونز            | ۱۶ ژوئن ۱۹۷۰ (۲۷ سال)    | ۱۰۷         | باشگاه فوتبال لس‌آنجلس گلکسی        |
| ۱۴    | هافبک     | پرکی                 | ۲۴ ژوئن ۱۹۶۳ (۳۴ سال)    | ۲۴          | باشگاه فوتبال اسپورتینگ کانزاس‌سیتی |
| ۱۵    | هافبک     | چاد دیرینگ           | ۲ سپتامبر ۱۹۷۰ (۲۷ سال)  | ۱۰          | باشگاه فوتبال وولفسبورگ            |
| ۱۶    | دروازه‌بان | یورگن سامر           | ۲۷ فوریه ۱۹۶۹ (۲۹ سال)   | ۸           | کلمبوس کرو                         |
| ۱۷    | مدافع     | مارسلو بالبوآ        | ۸ اوت ۱۹۶۷ (۳۰ سال)      | ۱۲۶         | باشگاه فوتبال کلرادو رپیدز         |
| ۱۸    | دروازه‌بان | کیسی کلر             | ۲۹ نوامبر ۱۹۶۹ (۲۸ سال)  | ۳۳          | باشگاه فوتبال لستر سیتی            |
| ۱۹    | هافبک     | برایان میسوناو       | ۲۸ ژوئن ۱۹۷۳ (۲۴ سال)    | ۷           | کلمبوس کرو                         |
| ۲۰    | مهاجم     | برایان مک‌براید       | ۱۹ ژوئن ۱۹۷۲ (۲۵ سال)    | ۲۱          | کلمبوس کرو                         |
| ۲۱    | هافبک     | کلودیو رینا          | ۲۰ ژوئیه ۱۹۷۳ (۲۴ سال)   | ۵۹          | باشگاه فوتبال وولفسبورگ            |
| ۲۲    | مدافع     | الکسی لالاس          | ۱ ژوئن ۱۹۷۰ (۲۸ سال)     | ۹۸          | باشگاه فوتبال نیویورک رد بولز      |

### یوگسلاوی
سرمربی: اسلوبودان سانتراچ
| شماره | جایگاه    | بازیکن                      | تاریخ تولد/سن            | بازی‌های ملی | باشگاه                           |
| ----- | --------- | --------------------------- | ------------------------ | ----------- | -------------------------------- |
| ۱     | دروازه‌بان | ایویکا کرالی                | ۲۶ مارس ۱۹۷۳ (۲۵ سال)    | ۱۵          | باشگاه فوتبال پارتیزان           |
| ۲     | مدافع     | زوران میرکوویچ              | ۲۱ سپتامبر ۱۹۷۱ (۲۶ سال) | ۲۸          | باشگاه فوتبال آتالانتا           |
| ۳     | مدافع     | گوران جوروویچ               | ۱۱ نوامبر ۱۹۷۱ (۲۶ سال)  | ۲۶          | باشگاه فوتبال سلتاویگو           |
| ۴     | هافبک     | اسلاویشا یوکانویچ           | ۱۶ اوت ۱۹۶۸ (۲۹ سال)     | ۳۳          | باشگاه فوتبال تنریف              |
| ۵     | مدافع     | میروسلاو دوکیچ              | ۱۹ فوریه ۱۹۶۶ (۳۲ سال)   | ۲۳          | باشگاه فوتبال والنسیا            |
| ۶     | مدافع     | برانکو برنوویچ              | ۸ اوت ۱۹۶۷ (۳۰ سال)      | ۲۲          | باشگاه فوتبال اسپانیول           |
| ۷     | هافبک     | ولادیمیر جوگوویچ            | ۳۰ اوت ۱۹۶۹ (۲۸ سال)     | ۲۴          | باشگاه فوتبال لاتزیو             |
| ۸     | مهاجم     | دژان ساویسویچ               | ۱۵ سپتامبر ۱۹۶۶ (۳۱ سال) | ۴۹          | باشگاه فوتبال آ.ث. میلان         |
| ۹     | مهاجم     | پردراگ میاتوویچ             | ۱۹ ژانویه ۱۹۶۹ (۲۹ سال)  | ۲۸          | باشگاه فوتبال رئال مادرید        |
| ۱۰    | هافبک     | دراگان استویکوویچ (کاپیتان) | ۳ مارس ۱۹۶۵ (۳۳ سال)     | ۶۴          | باشگاه فوتبال ناگویا گرامپوس     |
| ۱۱    | مدافع     | سینیشا میهایلوویچ           | ۲۰ فوریه ۱۹۶۹ (۲۹ سال)   | ۳۰          | باشگاه فوتبال سمپدوریا           |
| ۱۲    | دروازه‌بان | دراگویه لکوویچ              | ۲۱ نوامبر ۱۹۶۷ (۳۰ سال)  | ۱۳          | باشگاه فوتبال اسپورتینگ خیخون    |
| ۱۳    | مدافع     | اسلوبودان کوملینوویچ        | ۲ ژانویه ۱۹۷۱ (۲۷ سال)   | ۸           | باشگاه فوتبال ام‌اس‌وی دویسبورگ    |
| ۱۴    | مدافع     | نیشا ساولیچ                 | ۲۳ فوریه ۱۹۷۰ (۲۸ سال)   | ۲۰          | باشگاه فوتبال بوردو              |
| ۱۵    | هافبک     | لیوبینکو درولوویچ           | ۱۱ سپتامبر ۱۹۶۸ (۲۹ سال) | ۱۶          | باشگاه فوتبال پورتو              |
| ۱۶    | هافبک     | ژلیکو پتروویچ               | ۱۳ نوامبر ۱۹۶۵ (۳۲ سال)  | ۱۲          | باشگاه فوتبال اوراوا رد دیاموندز |
| ۱۷    | مهاجم     | ساوو میلوشویچ               | ۲ سپتامبر ۱۹۷۳ (۲۴ سال)  | ۲۸          | باشگاه فوتبال استون ویلا         |
| ۱۸    | هافبک     | دیان گووداریتسا             | ۱۴ فوریه ۱۹۷۲ (۲۶ سال)   | ۲۰          | باشگاه فوتبال لچه                |
| ۱۹    | هافبک     | میروسلاو استیویچ            | ۷ ژانویه ۱۹۷۰ (۲۸ سال)   | ۵           | باشگاه فوتبال مونیخ ۱۸۶۰         |
| ۲۰    | هافبک     | دژان استانکوویچ             | ۱۱ سپتامبر ۱۹۷۸ (۱۹ سال) | ۳           | باشگاه فوتبال ستاره سرخ بلگراد   |
| ۲۱    | مهاجم     | پریتسا اوگنینوویچ           | ۲۴ فوریه ۱۹۷۷ (۲۱ سال)   | ۵           | باشگاه فوتبال ستاره سرخ بلگراد   |
| ۲۲    | مهاجم     | دارکو کوواتسویچ             | ۱۸ نوامبر ۱۹۷۳ (۲۴ سال)  | ۱۹          | باشگاه فوتبال رئال سوسیداد       |

## گروه G

### کلمبیا
سرمربی: ارنان داریو گومز
| شماره | جایگاه    | بازیکن                    | تاریخ تولد/سن            | بازی‌های ملی | باشگاه                          |
| ----- | --------- | ------------------------- | ------------------------ | ----------- | ------------------------------- |
| ۱     | دروازه‌بان | اسکار کوردوبا             | ۳ فوریه ۱۹۷۰ (۲۸ سال)    | NA          | باشگاه فوتبال بوکا جونیورز      |
| ۲     | مدافع     | ایوان کوردوبا             | ۱۱ اوت ۱۹۷۶ (۲۱ سال)     | NA          | باشگاه ورزشی سن لورنسو آلماگرو  |
| ۳     | مدافع     | ایور پالاسیوس             | ۱۸ ژانویه ۱۹۶۹ (۲۹ سال)  | NA          | باشگاه ورزشی دیپورتیوو کالی     |
| ۴     | مدافع     | خوزه سانتا                | ۱۲ نوامبر ۱۹۷۰ (۲۷ سال)  | NA          | باشگاه فوتبال اتلتیکو ناسیونال  |
| ۵     | مدافع     | جورج برمودز               | ۱۸ ژوئن ۱۹۷۱ (۲۶ سال)    | NA          | باشگاه فوتبال بوکا جونیورز      |
| ۶     | هافبک     | مائوریسیو سرنا            | ۲۲ ژانویه ۱۹۶۸ (۳۰ سال)  | NA          | باشگاه فوتبال بوکا جونیورز      |
| ۷     | مهاجم     | آنتونی د آویلا            | ۲۱ دسامبر ۱۹۶۲ (۳۵ سال)  | NA          | باشگاه ورزشی بارسلونا           |
| ۸     | هافبک     | هارولد لوسانو             | ۳۰ مارس ۱۹۷۲ (۲۶ سال)    | NA          | باشگاه فوتبال رئال وایادولید    |
| ۹     | مهاجم     | آدولفو والنسیا            | ۶ فوریه ۱۹۶۸ (۳۰ سال)    | NA          | باشگاه فوتبال ایندپندینته مدئین |
| ۱۰    | هافبک     | کارلوس والدراما (کاپیتان) | ۲ سپتامبر ۱۹۶۱ (۳۶ سال)  | NA          | Miami Fusion                    |
| ۱۱    | مهاجم     | فاستینو آسپریا            | ۱۰ نوامبر ۱۹۶۹ (۲۸ سال)  | NA          | باشگاه فوتبال پارما             |
| ۱۲    | دروازه‌بان | میگل کالرو                | ۱۴ آوریل ۱۹۷۱ (۲۷ سال)   | NA          | باشگاه فوتبال اتلتیکو ناسیونال  |
| ۱۳    | مدافع     | ویلمر کابررا              | ۱۵ سپتامبر ۱۹۶۷ (۳۰ سال) | NA          | باشگاه فوتبال میلوناریوس        |
| ۱۴    | هافبک     | خورخه بولانیو             | ۲۸ آوریل ۱۹۷۷ (۲۱ سال)   | NA          | باشگاه ورزشی اتلتیکو جونیور     |
| ۱۵    | مهاجم     | ویکتور آریستیزابال        | ۹ دسامبر ۱۹۷۱ (۲۶ سال)   | NA          | باشگاه فوتبال سائو پائولو       |
| ۱۶    | مدافع     | لوییس آنتونیو مورنو       | ۲۵ دسامبر ۱۹۷۰ (۲۷ سال)  | NA          | Deportes Tolima                 |
| ۱۷    | هافبک     | آندرس استرادا             | ۱۲ نوامبر ۱۹۶۷ (۳۰ سال)  | NA          | باشگاه ورزشی دیپورتیوو کالی     |
| ۱۸    | هافبک     | جان ویلمر پیرز            | ۲ فوریه ۱۹۷۰ (۲۸ سال)    | NA          | باشگاه ورزشی دیپورتیوو کالی     |
| ۱۹    | هافبک     | فردی رینکون               | ۱۴ اوت ۱۹۶۶ (۳۱ سال)     | NA          | باشگاه فوتبال کورینتیانس        |
| ۲۰    | مهاجم     | همیلتون ریکارد            | ۱۲ ژانویه ۱۹۷۴ (۲۴ سال)  | NA          | باشگاه فوتبال میدلزبرو          |
| ۲۱    | مهاجم     | له آیدو پرسیادو           | ۲۶ فوریه ۱۹۷۷ (۲۱ سال)   | NA          | باشگاه فوتبال سانتا فه          |
| ۲۲    | دروازه‌بان | فرید موندراگون            | ۲۱ ژوئن ۱۹۷۱ (۲۶ سال)    | NA          | باشگاه اتلتیکو ایندپندینته      |

### انگلستان
سرمربی: گلن هادل
| شماره | جایگاه    | بازیکن             | تاریخ تولد/سن            | بازی‌های ملی | باشگاه                        |
| ----- | --------- | ------------------ | ------------------------ | ----------- | ----------------------------- |
| ۱     | دروازه‌بان | دیوید سیمن         | ۱۹ سپتامبر ۱۹۶۳ (۳۴ سال) | ۴۰          | باشگاه فوتبال آرسنال          |
| ۲     | مدافع     | سول کمپل           | ۱۸ سپتامبر ۱۹۷۴ (۲۳ سال) | ۱۶          | باشگاه فوتبال تاتنهام هاتسپر  |
| ۳     | مدافع     | گریم لی سوکس       | ۱۷ اکتبر ۱۹۶۸ (۲۹ سال)   | ۲۵          | باشگاه فوتبال چلسی            |
| ۴     | هافبک     | پل اینس            | ۲۱ اکتبر ۱۹۶۷ (۳۰ سال)   | ۳۹          | باشگاه فوتبال لیورپول         |
| ۵     | مدافع     | تونی آدامز         | ۱۰ اکتبر ۱۹۶۶ (۳۱ سال)   | ۵۱          | باشگاه فوتبال آرسنال          |
| ۶     | مدافع     | گرت ساوتگیت        | ۳ سپتامبر ۱۹۷۰ (۲۷ سال)  | ۲۵          | باشگاه فوتبال استون ویلا      |
| ۷     | هافبک     | دیوید بکام         | ۲ مه ۱۹۷۵ (۲۳ سال)       | ۱۵          | باشگاه فوتبال منچستر یونایتد  |
| ۸     | هافبک     | دیوید بتی          | ۲ دسامبر ۱۹۶۸ (۲۹ سال)   | ۳۱          | باشگاه فوتبال نیوکاسل یونایتد |
| ۹     | مهاجم     | آلن شیرر (کاپیتان) | ۱۳ اوت ۱۹۷۰ (۲۷ سال)     | ۳۹          | باشگاه فوتبال نیوکاسل یونایتد |
| ۱۰    | مهاجم     | تدی شرینگهام       | ۲ آوریل ۱۹۶۶ (۳۲ سال)    | ۳۳          | باشگاه فوتبال منچستر یونایتد  |
| ۱۱    | هافبک     | استیو مک‌منمن       | ۱۱ فوریه ۱۹۷۲ (۲۶ سال)   | ۲۱          | باشگاه فوتبال لیورپول         |
| ۱۲    | مدافع     | گری نویل           | ۱۸ فوریه ۱۹۷۵ (۲۳ سال)   | ۲۷          | باشگاه فوتبال منچستر یونایتد  |
| ۱۳    | دروازه‌بان | نایجل مارتین       | ۱۱ اوت ۱۹۶۶ (۳۱ سال)     | ۷           | باشگاه فوتبال لیدز یونایتد    |
| ۱۴    | هافبک     | درن اندرتون        | ۳ مارس ۱۹۷۲ (۲۶ سال)     | ۱۸          | باشگاه فوتبال تاتنهام هاتسپر  |
| ۱۵    | هافبک     | پل مرسون           | ۲۰ مارس ۱۹۶۸ (۳۰ سال)    | ۱۸          | باشگاه فوتبال میدلزبرو        |
| ۱۶    | هافبک     | پل اسکولز          | ۱۶ نوامبر ۱۹۷۴ (۲۳ سال)  | ۷           | باشگاه فوتبال منچستر یونایتد  |
| ۱۷    | هافبک     | راب لی             | ۱ فوریه ۱۹۶۶ (۳۲ سال)    | ۱۷          | باشگاه فوتبال نیوکاسل یونایتد |
| ۱۸    | مدافع     | مارتین کوون        | ۲۴ ژوئیه ۱۹۶۶ (۳۱ سال)   | ۱۸          | باشگاه فوتبال آرسنال          |
| ۱۹    | مهاجم     | لس فردیناند        | ۱۸ دسامبر ۱۹۶۶ (۳۱ سال)  | ۱۷          | باشگاه فوتبال تاتنهام هاتسپر  |
| ۲۰    | مهاجم     | مایکل اوون         | ۱۴ دسامبر ۱۹۷۹ (۱۸ سال)  | ۵           | باشگاه فوتبال لیورپول         |
| ۲۱    | مدافع     | ریو فردیناند       | ۷ نوامبر ۱۹۷۸ (۱۹ سال)   | ۳           | باشگاه فوتبال وستهام یونایتد  |
| ۲۲    | دروازه‌بان | تیم فلاورز         | ۳ فوریه ۱۹۶۷ (۳۱ سال)    | ۱۱          | باشگاه فوتبال بلکبرن روورز    |

### رومانی
سرمربی: آنگل یوردانسکو
| شماره | جایگاه    | بازیکن                | تاریخ تولد/سن            | بازی‌های ملی | باشگاه                        |
| ----- | --------- | --------------------- | ------------------------ | ----------- | ----------------------------- |
| ۱     | دروازه‌بان | دومیترو استانگاچو     | ۹ اوت ۱۹۶۴ (۳۳ سال)      | ۵           | باشگاه ورزشی کوکائلی اسپور    |
| ۲     | مدافع     | دن پترسکو             | ۲۲ دسامبر ۱۹۶۷ (۳۰ سال)  | ۶۸          | باشگاه فوتبال چلسی            |
| ۳     | مدافع     | کریستین دولکا         | ۲۵ سپتامبر ۱۹۷۲ (۲۵ سال) | ۵           | باشگاه فوتبال راپید بخارست    |
| ۴     | مدافع     | انتون دوبس            | ۱۳ اکتبر ۱۹۶۵ (۳۲ سال)   | ۲۱          | باشگاه فوتبال آ. ا. ک آتن     |
| ۵     | هافبک     | کونستانتین گالکا      | ۸ مارس ۱۹۷۲ (۲۶ سال)     | ۳۲          | باشگاه فوتبال اسپانیول        |
| ۶     | مدافع     | گئورگه پوپسکو         | ۹ اکتبر ۱۹۶۷ (۳۰ سال)    | ۷۸          | باشگاه فوتبال گالاتاسرای      |
| ۷     | مهاجم     | ماریوس لاکاتوش        | ۵ آوریل ۱۹۶۴ (۳۴ سال)    | ۸۱          | باشگاه فوتبال استوا بخارست    |
| ۸     | هافبک     | دورینل مونتینو        | ۲۵ ژوئن ۱۹۶۸ (۲۹ سال)    | ۶۳          | باشگاه فوتبال کلن             |
| ۹     | مهاجم     | ویورل مولدووان        | ۸ ژوئیه ۱۹۷۲ (۲۵ سال)    | ۲۴          | باشگاه فوتبال کاونتری سیتی    |
| ۱۰    | هافبک     | گئورگی هاجی (کاپیتان) | ۵ فوریه ۱۹۶۵ (۳۳ سال)    | ۱۱۱         | باشگاه فوتبال گالاتاسرای      |
| ۱۱    | مهاجم     | آدریان ایلیه          | ۲۰ آوریل ۱۹۷۴ (۲۴ سال)   | ۲۰          | باشگاه فوتبال والنسیا         |
| ۱۲    | دروازه‌بان | بوگدان استلیا         | ۵ دسامبر ۱۹۶۷ (۳۰ سال)   | ۴۶          | باشگاه ورزشی سالامانکا        |
| ۱۳    | مدافع     | لویی سیوبوتاریو       | ۲۶ مارس ۱۹۷۱ (۲۷ سال)    | ۴           | Național București            |
| ۱۴    | هافبک     | رادو نیکولسکو         | ۲ مارس ۱۹۷۵ (۲۳ سال)     | ۱۱          | Național București            |
| ۱۵    | هافبک     | لوسین مارینسکو        | ۲۴ ژوئن ۱۹۷۲ (۲۵ سال)    | ۴           | باشگاه فوتبال راپید بخارست    |
| ۱۶    | هافبک     | گابریل پوپسکو         | ۲۳ دسامبر ۱۹۷۳ (۲۴ سال)  | ۱۲          | باشگاه ورزشی سالامانکا        |
| ۱۷    | مهاجم     | ایلیه دومیترسکو       | ۶ ژانویه ۱۹۶۹ (۲۹ سال)   | ۶۲          | Atlante                       |
| ۱۸    | هافبک     | یولیان فیلیپسکو       | ۲۹ مارس ۱۹۷۴ (۲۴ سال)    | ۱۵          | باشگاه فوتبال گالاتاسرای      |
| ۱۹    | هافبک     | اوویدیو استینگا       | ۵ دسامبر ۱۹۷۲ (۲۵ سال)   | ۱۹          | باشگاه فوتبال پی‌اس‌وی آیندهوون |
| ۲۰    | مدافع     | تیبور سلیمس           | ۱۴ مه ۱۹۷۰ (۲۸ سال)      | ۴۴          | باشگاه فوتبال اندرلشت         |
| ۲۱    | مهاجم     | گیورگه کرایوونو       | ۱۴ فوریه ۱۹۶۸ (۳۰ سال)   | ۱۸          | باشگاه فوتبال رئال سوسیداد    |
| ۲۲    | دروازه‌بان | فلورین پرونا          | ۸ اوت ۱۹۶۸ (۲۹ سال)      | ۳۵          | Universitatea Craiova         |

### تونس
سرمربی:  هنریک کاسپرچاک (پس از دو بازی اخراج و برای بازی آخر علی السلمی جایگزین او شد)
| شماره | جایگاه    | بازیکن                 | تاریخ تولد/سن           | بازی‌های ملی | باشگاه                     |
| ----- | --------- | ---------------------- | ----------------------- | ----------- | -------------------------- |
| ۱     | دروازه‌بان | شکری الواعر            | ۱۵ اوت ۱۹۶۶ (۳۱ سال)    | ۵۱          | باشگاه فوتبال اسپرانس تونس |
| ۲     | مهاجم     | عماد بن یونس           | ۱۶ ژوئن ۱۹۷۴ (۲۳ سال)   | ۷           | باشگاه فوتبال ستاره ساحلی  |
| ۳     | مدافع     | سامی طرابلسی (کاپیتان) | ۴ فوریه ۱۹۶۸ (۳۰ سال)   | ۴۵          | باشگاه فوتبال صفاقسی       |
| ۴     | مدافع     | مونیر بوکادیدا         | ۲۴ اکتبر ۱۹۶۷ (۳۰ سال)  | ۳۰          | باشگاه فوتبال ستاره ساحلی  |
| ۵     | مدافع     | حاتم طرابلسی           | ۲۵ ژانویه ۱۹۷۷ (۲۱ سال) | ۲           | باشگاه فوتبال صفاقسی       |
| ۶     | مدافع     | فرید چاچین             | ۱۹ آوریل ۱۹۷۳ (۲۵ سال)  | ۲۶          | باشگاه فوتبال ستاره ساحلی  |
| ۷     | مدافع     | تارک ثابت              | ۱۶ اوت ۱۹۷۱ (۲۶ سال)    | ۴۳          | باشگاه فوتبال اسپرانس تونس |
| ۸     | هافبک     | زبیر بیه               | ۱۵ مه ۱۹۷۱ (۲۷ سال)     | ۴۴          | باشگاه فوتبال فرایبورگ     |
| ۹     | مهاجم     | راید جلاسی             | ۷ ژوئیه ۱۹۷۱ (۲۶ سال)   | ۱۳          | باشگاه فوتبال ستاره ساحلی  |
| ۱۰    | هافبک     | قیس غضبان              | ۷ ژانویه ۱۹۷۶ (۲۲ سال)  | ۴۶          | باشگاه فوتبال ستاره ساحلی  |
| ۱۱    | مهاجم     | عادل سلیمی             | ۱۶ نوامبر ۱۹۷۲ (۲۵ سال) | ۵۷          | Real Jaén                  |
| ۱۲    | مهاجم     | مراد ملکی              | ۹ مه ۱۹۷۵ (۲۳ سال)      | ۲           | باشگاه فوتبال المپیک باجی  |
| ۱۳    | هافبک     | ریاض بوعزیزی           | ۸ آوریل ۱۹۷۳ (۲۵ سال)   | ۲۴          | باشگاه فوتبال ستاره ساحلی  |
| ۱۴    | هافبک     | سیراجدین چیهی          | ۱۶ آوریل ۱۹۷۰ (۲۸ سال)  | ۴۷          | باشگاه فوتبال اسپرانس تونس |
| ۱۵    | هافبک     | سکندر سویح             | ۲۰ نوامبر ۱۹۷۲ (۲۵ سال) | ۳۱          | باشگاه فوتبال صفاقسی       |
| ۱۶    | دروازه‌بان | ردهاوین سالهی          | ۱۸ دسامبر ۱۹۶۷ (۳۰ سال) | ۵           | باشگاه فوتبال ستاره ساحلی  |
| ۱۷    | هافبک     | ژوزه کلایتون           | ۲۱ مارس ۱۹۷۴ (۲۴ سال)   | ۴           | باشگاه فوتبال ستاره ساحلی  |
| ۱۸    | مهاجم     | مهدی بن سلیمان         | ۱ ژانویه ۱۹۷۴ (۲۴ سال)  | ۳۲          | باشگاه فوتبال فرایبورگ     |
| ۱۹    | هافبک     | فیصل بن احمد           | ۷ مارس ۱۹۷۳ (۲۵ سال)    | ۲           | باشگاه فوتبال اسپرانس تونس |
| ۲۰    | مدافع     | صبری جاب الله          | ۲۸ ژوئن ۱۹۷۳ (۲۴ سال)   | ۲۰          | باشگاه فوتبال آفریقایی     |
| ۲۱    | مدافع     | خالد بادرا             | ۸ آوریل ۱۹۷۳ (۲۵ سال)   | ۲۶          | باشگاه فوتبال اسپرانس تونس |
| ۲۲    | دروازه‌بان | علی بومنیجل            | ۱۳ آوریل ۱۹۶۶ (۳۲ سال)  | ۱۲          | باشگاه فوتبال باستیا       |

## گروه H

### آرژانتین
سرمربی: دانیل پاسارلا
| شماره | جایگاه    | بازیکن                  | تاریخ تولد/سن           | بازی‌های ملی | باشگاه                            |
| ----- | --------- | ----------------------- | ----------------------- | ----------- | --------------------------------- |
| ۱     | دروازه‌بان | کارلوس روآ              | ۱۵ اوت ۱۹۶۹ (۲۸ سال)    | NA          | باشگاه فوتبال رئال مایورکا        |
| ۲     | مدافع     | روبرتو آیالا            | ۱۴ آوریل ۱۹۷۳ (۲۵ سال)  | NA          | باشگاه فوتبال ناپولی              |
| ۳     | مدافع     | خوزه چاموت              | ۱۷ مه ۱۹۶۹ (۲۹ سال)     | NA          | باشگاه فوتبال لاتزیو              |
| ۴     | مدافع     | ماوریسیو پیندا          | ۱۳ ژوئیه ۱۹۷۵ (۲۲ سال)  | NA          | باشگاه فوتبال اودینزه             |
| ۵     | هافبک     | ماتیاس آلمیدا           | ۲۱ دسامبر ۱۹۷۳ (۲۴ سال) | NA          | باشگاه فوتبال لاتزیو              |
| ۶     | مدافع     | روبرتو سنسینی           | ۱۲ اکتبر ۱۹۶۶ (۳۱ سال)  | NA          | باشگاه فوتبال پارما               |
| ۷     | مهاجم     | کلودیو لوپز             | ۱۷ ژوئیه ۱۹۷۴ (۲۳ سال)  | NA          | باشگاه فوتبال والنسیا             |
| ۸     | هافبک     | دیه‌گو سیمئونه (کاپیتان) | ۲۸ آوریل ۱۹۷۰ (۲۸ سال)  | NA          | باشگاه فوتبال اینتر میلان         |
| ۹     | مهاجم     | گابریل باتیستوتا        | ۱ فوریه ۱۹۶۹ (۲۹ سال)   | NA          | باشگاه فوتبال فیورنتینا           |
| ۱۰    | هافبک     | آریل ارتگا              | ۴ مارس ۱۹۷۴ (۲۴ سال)    | NA          | باشگاه فوتبال والنسیا             |
| ۱۱    | هافبک     | خوان سباستین ورون       | ۹ مارس ۱۹۷۵ (۲۳ سال)    | NA          | باشگاه فوتبال سمپدوریا            |
| ۱۲    | دروازه‌بان | خرمان بورگوس            | ۱۶ آوریل ۱۹۶۹ (۲۹ سال)  | NA          | باشگاه فوتبال ریور پلاته          |
| ۱۳    | مدافع     | پابلو باس               | ۲۷ ژانویه ۱۹۷۳ (۲۵ سال) | NA          | باشگاه فوتبال تنریف               |
| ۱۴    | مدافع     | نلسون ویواس             | ۱۸ اکتبر ۱۹۶۹ (۲۸ سال)  | NA          | باشگاه فوتبال لوگانو              |
| ۱۵    | هافبک     | لئوناردو آسترادا        | ۶ ژانویه ۱۹۷۰ (۲۸ سال)  | NA          | باشگاه فوتبال ریور پلاته          |
| ۱۶    | هافبک     | سرژیو برتی              | ۱۷ فوریه ۱۹۶۹ (۲۹ سال)  | NA          | باشگاه فوتبال ریور پلاته          |
| ۱۷    | دروازه‌بان | پابلو کاوایرو           | ۱۳ آوریل ۱۹۷۴ (۲۴ سال)  | NA          | باشگاه فوتبال ولز سارسفیلد        |
| ۱۸    | مهاجم     | ابل بالبو               | ۱ ژوئن ۱۹۶۶ (۳۲ سال)    | NA          | باشگاه فوتبال آ.اس. رم            |
| ۱۹    | مهاجم     | ارنان کرسپو             | ۵ ژوئیه ۱۹۷۵ (۲۲ سال)   | NA          | باشگاه فوتبال پارما               |
| ۲۰    | هافبک     | مارچلو گالاردو          | ۱۸ ژانویه ۱۹۷۶ (۲۲ سال) | NA          | باشگاه فوتبال ریور پلاته          |
| ۲۱    | مهاجم     | مارسلو دلگادو           | ۲۴ مارس ۱۹۷۳ (۲۵ سال)   | NA          | باشگاه فوتبال راسینگ کلوب آویاندا |
| ۲۲    | مدافع     | خاویر زانتی             | ۱۰ اوت ۱۹۷۳ (۲۴ سال)    | NA          | باشگاه فوتبال اینتر میلان         |

### کرواسی
سرمربی: میروسلاو بلاژویچ
| شماره | جایگاه    | بازیکن                   | تاریخ تولد/سن            | بازی‌های ملی | باشگاه                             |
| ----- | --------- | ------------------------ | ------------------------ | ----------- | ---------------------------------- |
| ۱     | دروازه‌بان | دراژن لادیچ              | ۱ ژانویه ۱۹۶۳ (۳۵ سال)   | ۴۱          | باشگاه فوتبال دینامو زاگرب         |
| ۲     | مهاجم     | پتار کرپان               | ۱ ژوئیه ۱۹۷۴ (۲۳ سال)    | ۱           | باشگاه فوتبال اوسیک                |
| ۳     | مدافع     | آنتونی شریچ              | ۱۵ ژانویه ۱۹۷۹ (۱۹ سال)  | ۳           | باشگاه فوتبال هایدوک اسپلیت        |
| ۴     | مدافع     | ایگور اشتیماتس           | ۶ سپتامبر ۱۹۶۷ (۳۰ سال)  | ۲۹          | باشگاه فوتبال دربی کانتی           |
| ۵     | مدافع     | گوران یوریچ              | ۵ فوریه ۱۹۶۳ (۳۵ سال)    | ۱۱          | باشگاه فوتبال دینامو زاگرب         |
| ۶     | مدافع     | اسلاون بیلیچ             | ۱۱ سپتامبر ۱۹۶۸ (۲۹ سال) | ۳۶          | باشگاه فوتبال اورتون               |
| ۷     | هافبک     | آلیوشا آسانوویچ          | ۱۴ دسامبر ۱۹۶۵ (۳۲ سال)  | ۳۹          | باشگاه فوتبال ناپولی               |
| ۸     | هافبک     | روبرت پروسینچکی          | ۱۲ ژانویه ۱۹۶۹ (۲۹ سال)  | ۲۹          | باشگاه فوتبال دینامو زاگرب         |
| ۹     | مهاجم     | داور شوکر                | ۱ ژانویه ۱۹۶۸ (۳۰ سال)   | ۳۶          | باشگاه فوتبال رئال مادرید          |
| ۱۰    | هافبک     | زوونیمیر بوبان (کاپیتان) | ۸ اکتبر ۱۹۶۸ (۲۹ سال)    | ۳۵          | باشگاه فوتبال آ.ث. میلان           |
| ۱۱    | هافبک     | سیلویو ماریچ             | ۲۰ مارس ۱۹۷۵ (۲۳ سال)    | ۷           | باشگاه فوتبال دینامو زاگرب         |
| ۱۲    | دروازه‌بان | ماریان مرمیچ             | ۶ مه ۱۹۶۵ (۳۳ سال)       | ۱۲          | باشگاه فوتبال بشیکتاش              |
| ۱۳    | هافبک     | ماریو استانیچ            | ۱۰ آوریل ۱۹۷۲ (۲۶ سال)   | ۱۶          | باشگاه فوتبال پارما                |
| ۱۴    | هافبک     | زوونیمیر سولدو           | ۲ نوامبر ۱۹۶۷ (۳۰ سال)   | ۲۶          | باشگاه فوتبال اشتوتگارت            |
| ۱۵    | مدافع     | ایگور تودور              | ۱۶ آوریل ۱۹۷۸ (۲۰ سال)   | ۵           | باشگاه فوتبال هایدوک اسپلیت        |
| ۱۶    | مهاجم     | آردیان کوزنیکو           | ۲۷ اکتبر ۱۹۶۷ (۳۰ سال)   | ۷           | باشگاه فوتبال باستیا               |
| ۱۷    | مدافع     | روبرت یارنی              | ۲۶ اکتبر ۱۹۶۸ (۲۹ سال)   | ۳۸          | باشگاه فوتبال رئال بتیس            |
| ۱۸    | هافبک     | زوران مامیچ              | ۳۰ سپتامبر ۱۹۷۱ (۲۶ سال) | ۶           | باشگاه فوتبال بوخوم                |
| ۱۹    | مهاجم     | گوران ولائوویچ           | ۷ اوت ۱۹۷۲ (۲۵ سال)      | ۲۸          | باشگاه فوتبال والنسیا              |
| ۲۰    | مدافع     | داریو شیمیچ              | ۱۲ نوامبر ۱۹۷۵ (۲۲ سال)  | ۱۷          | باشگاه فوتبال دینامو زاگرب         |
| ۲۱    | هافبک     | کرونوسلاو یورچیچ         | ۲۶ نوامبر ۱۹۶۹ (۲۸ سال)  | ۹           | باشگاه فوتبال دینامو زاگرب         |
| ۲۲    | دروازه‌بان | ولادیمیر واسیلی          | ۶ ژوئیه ۱۹۷۵ (۲۲ سال)    | ۱           | باشگاه فوتبال خرواتسکی دراگوولیاتس |

### جامائیکا
سرمربی:  رنه سیموئز
| شماره | جایگاه    | بازیکن             | تاریخ تولد/سن            | بازی‌های ملی | باشگاه                   |
| ----- | --------- | ------------------ | ------------------------ | ----------- | ------------------------ |
| ۱     | دروازه‌بان | وارن برت (کاپیتان) | ۹ ژوئیه ۱۹۷۰ (۲۷ سال)    | ۱۲۸         | Violet Kickers           |
| ۲     | مدافع     | استیون مالکوم      | ۲ مه ۱۹۷۰ (۲۸ سال)       | ۶۲          | Seba United              |
| ۳     | هافبک     | کریس داوز          | ۳۱ مه ۱۹۷۴ (۲۴ سال)      | ۲۰          | Galaxy                   |
| ۴     | مدافع     | لینوال دیکسن       | ۱۴ سپتامبر ۱۹۷۱ (۲۶ سال) | ۱۰۴         | Hazard                   |
| ۵     | مدافع     | ایان گودیسون       | ۲۱ نوامبر ۱۹۷۲ (۲۵ سال)  | ۵۵          | Olympic Gardens          |
| ۶     | هافبک     | فیتزروی سیمپسن     | ۲۶ فوریه ۱۹۷۰ (۲۸ سال)   | ۲۳          | باشگاه فوتبال پورتسموث   |
| ۷     | هافبک     | پیتر کارگیل        | ۲ مارس ۱۹۶۴ (۳۴ سال)     | ۷۶          | Harbour View             |
| ۸     | مهاجم     | مارکوس گیل         | ۲۷ سپتامبر ۱۹۷۰ (۲۷ سال) | ۵           | باشگاه فوتبال ویمبلدون   |
| ۹     | مهاجم     | اندی ویلیامز       | ۲۳ سپتامبر ۱۹۷۷ (۲۰ سال) | ۲۵          | کلمبوس کرو               |
| ۱۰    | مهاجم     | والتر بوید         | ۱ ژانویه ۱۹۷۲ (۲۶ سال)   | ۵۷          | Arnett Gardens           |
| ۱۱    | هافبک     | تئودور ویتمور      | ۵ اوت ۱۹۷۲ (۲۵ سال)      | ۷۶          | Seba United              |
| ۱۲    | مدافع     | دین سول            | ۱۳ آوریل ۱۹۷۲ (۲۶ سال)   | ۴           | Constant Spring          |
| ۱۳    | دروازه‌بان | ارن لورنس          | ۱۱ اوت ۱۹۷۰ (۲۷ سال)     | ۱۷          | Reno                     |
| ۱۴    | دروازه‌بان | دانوون ریکتس       | ۷ ژوئن ۱۹۷۷ (۲۱ سال)     | ۰           | Wadadah                  |
| ۱۵    | مدافع     | ریکاردو گاردنر     | ۲۵ سپتامبر ۱۹۷۸ (۱۹ سال) | ۳۴          | Harbour View             |
| ۱۶    | هافبک     | رابی ارل           | ۲۷ ژانویه ۱۹۶۵ (۳۳ سال)  | ۸           | باشگاه فوتبال ویمبلدون   |
| ۱۷    | مهاجم     | اوناندی لاو        | ۲ دسامبر ۱۹۷۳ (۲۴ سال)   | ۳۰          | Harbour View             |
| ۱۸    | مهاجم     | دئون بارتون        | ۲۵ اکتبر ۱۹۷۶ (۲۱ سال)   | ۱۸          | باشگاه فوتبال دربی کانتی |
| ۱۹    | مدافع     | فرانک سینکلر       | ۳ دسامبر ۱۹۷۱ (۲۶ سال)   | ۵           | باشگاه فوتبال چلسی       |
| ۲۰    | هافبک     | دریل پاول          | ۱۵ نوامبر ۱۹۷۱ (۲۶ سال)  | ۲           | باشگاه فوتبال دربی کانتی |
| ۲۱    | مدافع     | دورنت براون        | ۸ ژوئیه ۱۹۶۴ (۳۳ سال)    | ۱۲۵         | Wadadah                  |
| ۲۲    | مهاجم     | پل هال             | ۳ ژوئیه ۱۹۷۲ (۲۵ سال)    | ۲۳          | باشگاه فوتبال پورتسموث   |

### ژاپن
سرمربی: تاکشی اوکادا
| شماره | جایگاه    | بازیکن                  | تاریخ تولد/سن            | بازی‌های ملی | باشگاه                                 |
| ----- | --------- | ----------------------- | ------------------------ | ----------- | -------------------------------------- |
| ۱     | دروازه‌بان | نوبویوکی کوجیما         | ۱۷ ژانویه ۱۹۶۶ (۳۲ سال)  | ۵           | باشگاه فوتبال شونان بلمار              |
| ۲     | مدافع     | آکیرا ناراهاشی          | ۲۶ نوامبر ۱۹۷۱ (۲۶ سال)  | ۲۹          | باشگاه فوتبال کاشیما آنتلرز            |
| ۳     | مدافع     | ناوکی سوما              | ۱۹ ژوئیه ۱۹۷۱ (۲۶ سال)   | ۵۰          | باشگاه فوتبال کاشیما آنتلرز            |
| ۴     | مدافع     | ماسامی ایهارا (کاپیتان) | ۱۸ سپتامبر ۱۹۶۷ (۳۰ سال) | ۱۱۶         | باشگاه فوتبال یوکوهاما مارینوس         |
| ۵     | مدافع     | نوریو ومورا             | ۶ سپتامبر ۱۹۶۹ (۲۸ سال)  | ۳۱          | باشگاه فوتبال یوکوهاما مارینوس         |
| ۶     | هافبک     | موتوهیرو یاماگوچی       | ۲۹ ژانویه ۱۹۶۹ (۲۹ سال)  | ۵۶          | باشگاه فوتبال یوکوهاما فلگلز           |
| ۷     | هافبک     | ترویوشی یتو             | ۳۱ اوت ۱۹۷۴ (۲۳ سال)     | ۲           | باشگاه فوتبال شیمیزو اس-پالس           |
| ۸     | هافبک     | هیدتوشی ناکاتا          | ۲۲ ژانویه ۱۹۷۷ (۲۱ سال)  | ۲۱          | باشگاه فوتبال شونان بلمار              |
| ۹     | مهاجم     | ماساشی ناکایاما         | ۲۳ سپتامبر ۱۹۶۷ (۳۰ سال) | ۲۷          | باشگاه فوتبال جوبیلو ایواتا            |
| ۱۰    | هافبک     | هیروشی نانامی           | ۲۸ نوامبر ۱۹۷۲ (۲۵ سال)  | ۴۴          | باشگاه فوتبال جوبیلو ایواتا            |
| ۱۱    | هافبک     | شینجی اونو              | ۲۷ سپتامبر ۱۹۷۹ (۱۸ سال) | ۲           | باشگاه فوتبال اوراوا رد دیاموندز       |
| ۱۲    | مهاجم     | واگنر لوپس              | ۲۹ ژانویه ۱۹۶۹ (۲۹ سال)  | ۱۰          | باشگاه فوتبال شونان بلمار              |
| ۱۳    | هافبک     | توشیهیرو هاتتوری        | ۲۳ سپتامبر ۱۹۷۳ (۲۴ سال) | ۶           | باشگاه فوتبال جوبیلو ایواتا            |
| ۱۴    | مهاجم     | ماسایوکی وکانو          | ۲۵ ژوئیه ۱۹۷۲ (۲۵ سال)   | ۲۵          | باشگاه فوتبال اوراوا رد دیاموندز       |
| ۱۵    | هافبک     | هیرواکی موریشیما        | ۳۰ آوریل ۱۹۷۲ (۲۶ سال)   | ۳۶          | باشگاه فوتبال سرزو اوساکا              |
| ۱۶    | مدافع     | توشیهیده سایتو          | ۲۰ آوریل ۱۹۷۳ (۲۵ سال)   | ۱۴          | باشگاه فوتبال شیمیزو اس-پالس           |
| ۱۷    | مدافع     | یوتاکا آکیتا            | ۶ اوت ۱۹۷۰ (۲۷ سال)      | ۲۷          | باشگاه فوتبال کاشیما آنتلرز            |
| ۱۸    | مهاجم     | شوجی جو                 | ۱۷ ژوئن ۱۹۷۵ (۲۲ سال)    | ۲۴          | باشگاه فوتبال یوکوهاما مارینوس         |
| ۱۹    | مدافع     | یسوکه ناکانیشی          | ۲۳ ژوئن ۱۹۷۳ (۲۴ سال)    | ۷           | باشگاه فوتبال جف یونایتد ایچیهارا چیبا |
| ۲۰    | دروازه‌بان | یوشیکاتسو کاواگوچی      | ۱۵ اوت ۱۹۷۵ (۲۲ سال)     | ۲۷          | باشگاه فوتبال یوکوهاما مارینوس         |
| ۲۱    | دروازه‌بان | سیگو نارازاکی           | ۱۵ آوریل ۱۹۷۶ (۲۲ سال)   | ۲           | باشگاه فوتبال یوکوهاما فلگلز           |
| ۲۲    | هافبک     | تاکاشی هیرانو           | ۱۵ ژوئیه ۱۹۷۴ (۲۳ سال)   | ۱۰          | باشگاه فوتبال ناگویا گرامپوس           |